# Fiume (Croazia)
Fiume (in croato Rijeka, /rijěːka/; in ungherese Fiume, originariamente Szentvit; in sloveno Reka; in tedesco Sankt Veit am Flaum o Pflaum, desueto; nei dialetti locali croati Reka o Rika), con 107 964 abitanti (2021), è la terza città della Croazia per popolazione dopo la capitale Zagabria e Spalato, numero che sale a 305 505 abitanti se si considera anche la sua area urbana. Situata lungo le coste del Mare Adriatico, è la città principale del golfo del Quarnaro ed è capoluogo della regione litoraneo-montana, sede universitaria e arcivescovile. Fiume è considerata parte della regione geografica italiana, per i cui confini orientali tradizionalmente si indicano la catena delle Alpi Giulie e il golfo del Quarnaro, a cui fa riferimento anche Dante Alighieri.
Per secoli contesa a causa della sua posizione strategica e della presenza di un importante cantiere navale, fu porto franco dal 1719, già entità autonoma (detta anche Terra Sancti Viti ad flumen) della corona del Regno d'Ungheria dal 1779 al 1919 nell'ambito dell'Impero austriaco e quindi di quello austro-ungarico, costituendo poi lo Stato libero di Fiume dal 1920 al 1924; fu quindi parte del Regno d'Italia dal 1924 al 1945 come capoluogo dell'omonima provincia per poi passare alla Jugoslavia nel 1947, e dopo la dissoluzione di quest'ultima, alla Croazia nel 1991. Di conseguenza, anche la composizione etnica dei suoi abitanti è cambiata nei secoli. Secondo il censimento del 2011, a Fiume erano presenti 106 136 croati (corrispondenti all'82,52% degli abitanti totali), 8 446 serbi (6,57%), 2 650 bosniaci (2,06%), 2 445 italiani (1,90%) e 1 090 sloveni (0,85%).
Nella città quarnerina è presente il Teatro Nazionale Croato HNK Ivan pl. Zajc, importante teatro fondato nel 1765 dove hanno luogo rappresentazioni operistiche e balletti nonché sede del Dramma Italiano di Fiume, e l'università di Fiume, fondata nel 1973 ma dalle radici ben più antiche, visto che affondano nella scuola di teologia di Fiume, la cui origine risale al 1632. Fiume è stata scelta per essere capitale europea della cultura 2020, insieme all'irlandese Galway.

## Geografia fisica

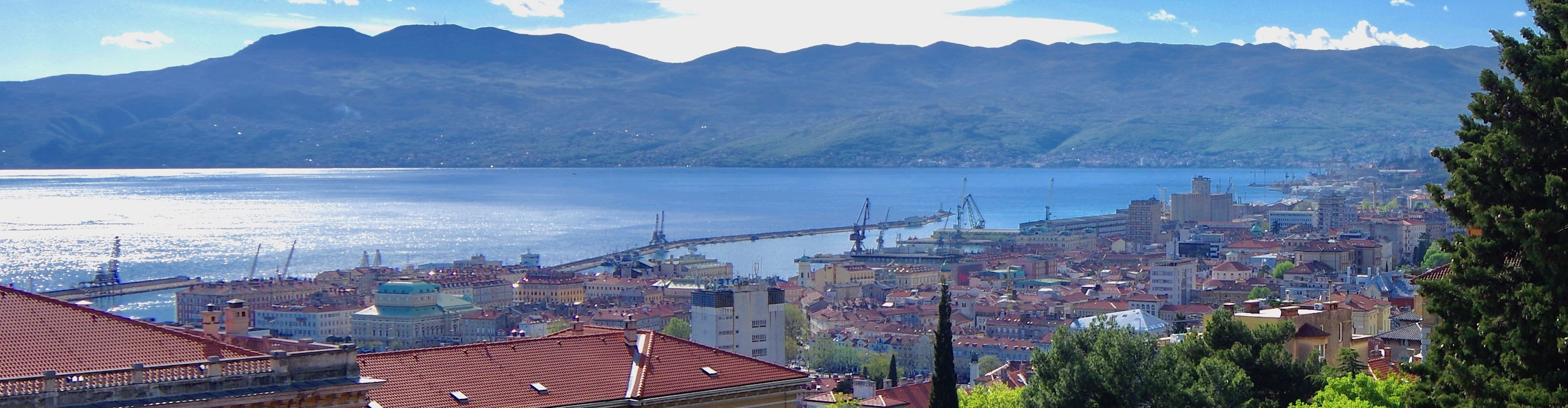
Vista panoramica di Fiume. Si possono notare le gru del suo cantiere navale

### Territorio
Fiume si trova a 131 chilometri a sud da Zagabria, capitale della Croazia, sul versante settentrionale dell'omonima baia. La città, schermata a monte dagli ultimi contrafforti meridionali delle Alpi Giulie, si affaccia sul golfo del Quarnaro, quasi all'apice della costa liburnica in posizione appena esterna ad est (così come lo è Trieste ad ovest) della penisola istriana e costituisce, con le isole antistanti di Cherso, Lussino, Veglia, Arbe, la parte quarnerina della Venezia Giulia storica.

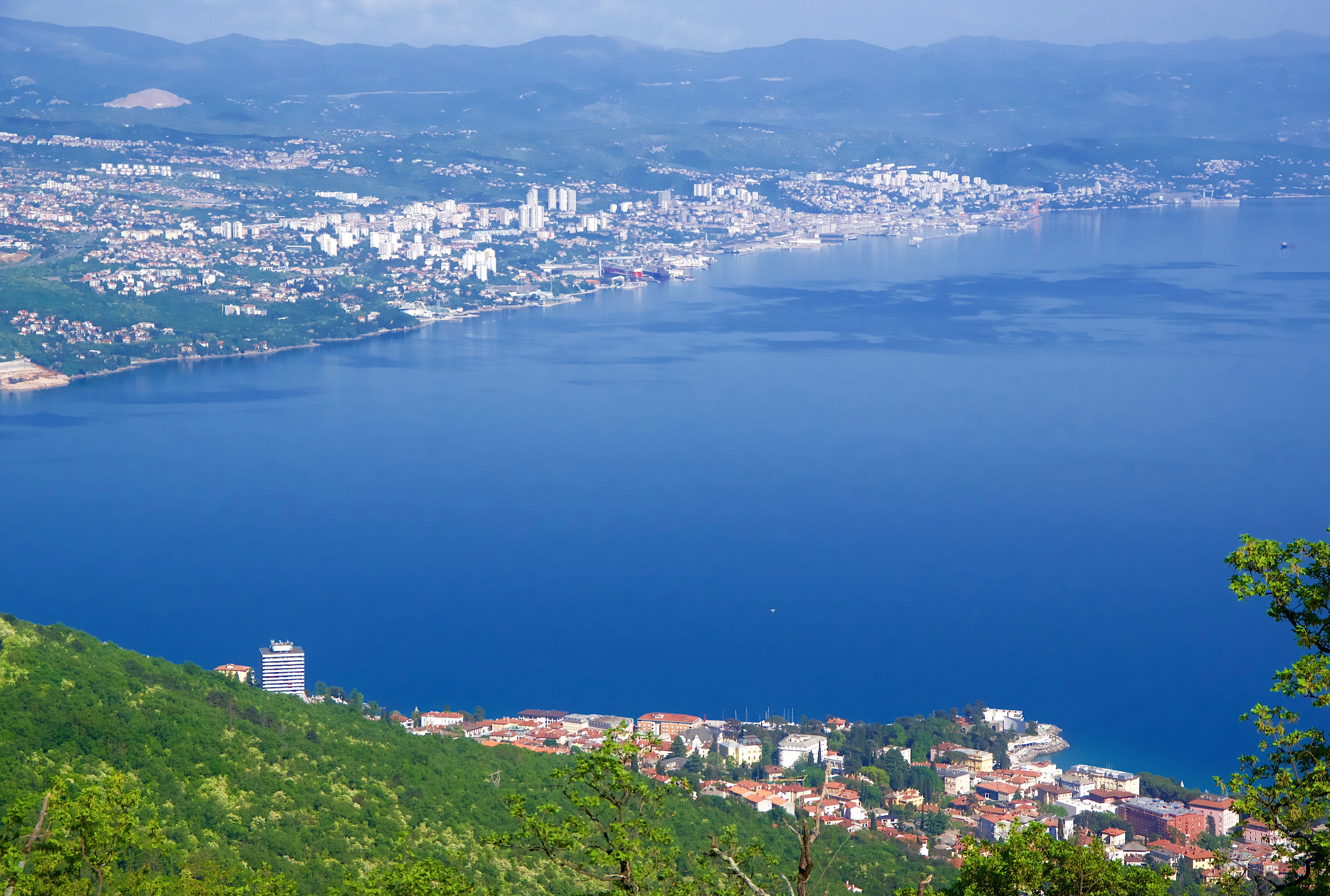
La baia di Fiume vista dalle alture circostanti

Il fiume Eneo divide Fiume da Sussak, pur proseguendo lungo la corona della Alpi Giulie approssimativamente fino a Buccari. Priva di un entroterra all'interno della cornice delle Alpi Giulie, la posizione geografica della città la connette immediatamente alle isole, trasformando gli stretti canali di Morlacca, di Mezzo e di Quarnerolo in naturali vie di comunicazione anche interna.

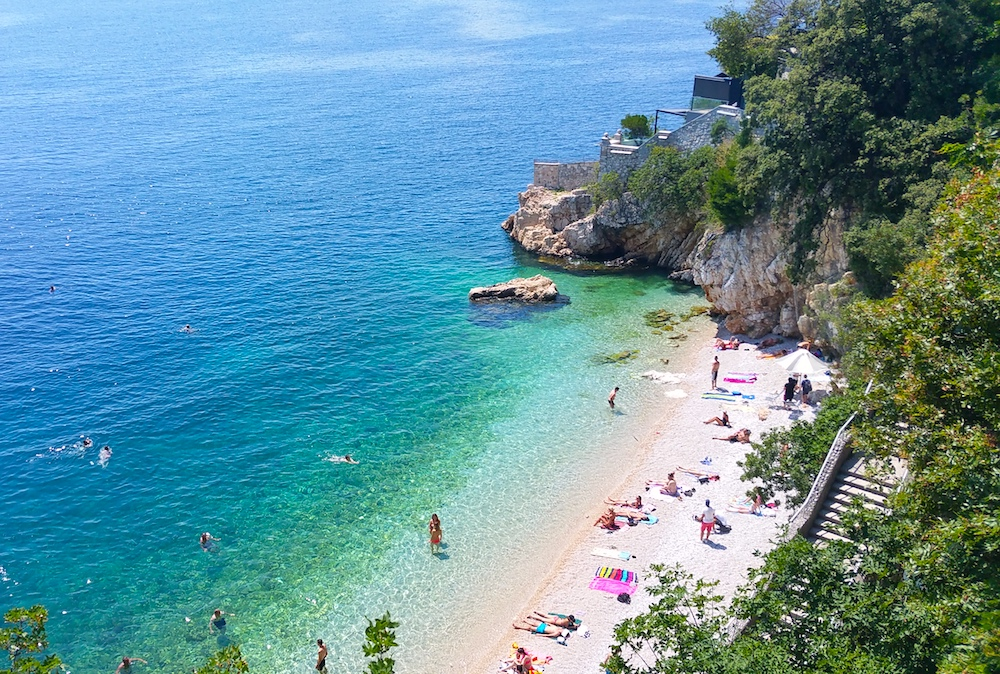
La spiaggia Sablićevo

### Clima
La conformazione del territorio, con montagne che crescono di altitudine dopo pochi chilometri dalla costa, dà a Fiume un clima contrastato, soprattutto considerando l'entità limitata della superficie del suo entroterra. Le coste, durante l'estate, hanno un clima mediterraneo, mentre a 10 chilometri dalla costa è situata la stazione sciistica di Platak, da cui si può vedere il mare. La città di Fiume ha un clima subtropicale umido con estati calde e inverni miti e piovosi. Le precipitazioni nevose sono rare.
Sono circa venti i giorni all'anno con una temperatura massima di 30 °C o maggiore, mentre mediamente è un solo giorno all'anno in cui la temperatura non supera gli 0 °C. La nebbia appare circa quattro giorni all'anno, principalmente in inverno. Il clima di Fiume è caratterizzato anche da frequenti acquazzoni. In inverno è comune la bora, vento catabatico di provenienza est/nord-est, che soffia con particolare intensità.
Quelli che seguono sono i dati climatologici salienti di Fiume:
| Fiume                        | Mesi  | Mesi  | Mesi  | Mesi  | Mesi  | Mesi  | Mesi  | Mesi  | Mesi  | Mesi  | Mesi  | Mesi  | Stagioni | Stagioni | Stagioni | Stagioni | Anno    |
| Fiume                        | Gen   | Feb   | Mar   | Apr   | Mag   | Giu   | Lug   | Ago   | Set   | Ott   | Nov   | Dic   | Inv      | Pri      | Est      | Aut      | Anno    |
| ---------------------------- | ----- | ----- | ----- | ----- | ----- | ----- | ----- | ----- | ----- | ----- | ----- | ----- | -------- | -------- | -------- | -------- | ------- |
| T. max. media (°C)           | 8,7   | 9,5   | 12,4  | 16,1  | 20,9  | 24,6  | 27,7  | 27,6  | 23,6  | 18,6  | 13,4  | 10,0  | 9,4      | 16,5     | 26,6     | 18,5     | 17,8    |
| T. media (°C)                | 5,8   | 6,3   | 8,8   | 12,0  | 16,8  | 20,3  | 23,1  | 23,1  | 18,8  | 14,2  | 9,6   | 6,8   | 6,3      | 12,5     | 22,2     | 14,2     | 13,8    |
| T. min. media (°C)           | 2,7   | 3,2   | 5,5   | 8,8   | 12,9  | 16,2  | 18,6  | 18,5  | 15,3  | 11,1  | 7,1   | 4,1   | 3,3      | 9,1      | 17,8     | 11,2     | 10,3    |
| T. max. assoluta (°C)        | 20,0  | 21,4  | 24,0  | 28,9  | 33,7  | 36,7  | 40,0  | 39,2  | 34,8  | 28,8  | 25,5  | 20,4  | 21,4     | 33,7     | 40,0     | 34,8     | 40,0    |
| T. min. assoluta (°C)        | −11,4 | −12,8 | −7,7  | −0,2  | 2,1   | 7,4   | 10,4  | 9,1   | 4,8   | −1,2  | −4,5  | −8,9  | −12,8    | −7,7     | 7,4      | −4,5     | −12,8   |
| Precipitazioni (mm)          | 134,9 | 114,3 | 104,0 | 110,7 | 102,4 | 110,8 | 82,0  | 100,2 | 165,3 | 175,7 | 183,4 | 154,2 | 403,4    | 317,1    | 293,0    | 524,4    | 1 537,9 |
| Giorni di pioggia            | 11,0  | 9,4   | 10,2  | 11,6  | 12,3  | 11,9  | 9,1   | 9,2   | 9,8   | 10,9  | 12,4  | 11,6  | 32,0     | 34,1     | 30,2     | 33,1     | 129,4   |
| Giorni di neve               | 0,8   | 0,3   | 0,2   | 0,0   | 0,0   | 0,0   | 0,0   | 0,0   | 0,0   | 0,0   | 0,0   | 0,1   | 1,2      | 0,2      | 0,0      | 0,0      | 1,4     |
| Umidità relativa media (%)   | 77    | 73    | 72    | 71    | 70    | 68    | 63    | 66    | 72    | 74    | 76    | 76    | 75,3     | 71       | 65,7     | 74       | 71,5    |
| Giorni di cielo sereno       | 3,4   | 4,4   | 5,5   | 7,0   | 8,7   | 9,7   | 10,9  | 10,0  | 7,8   | 5,9   | 3,5   | 3,1   | 10,9     | 21,2     | 30,6     | 17,2     | 79,9    |
| Ore di soleggiamento mensili | 111,6 | 135,6 | 155,0 | 171,0 | 232,5 | 249,0 | 297,6 | 279,0 | 201,0 | 161,2 | 111,0 | 99,2  | 346,4    | 558,5    | 825,6    | 473,2    | 2 203,7 |

## Origini del nome

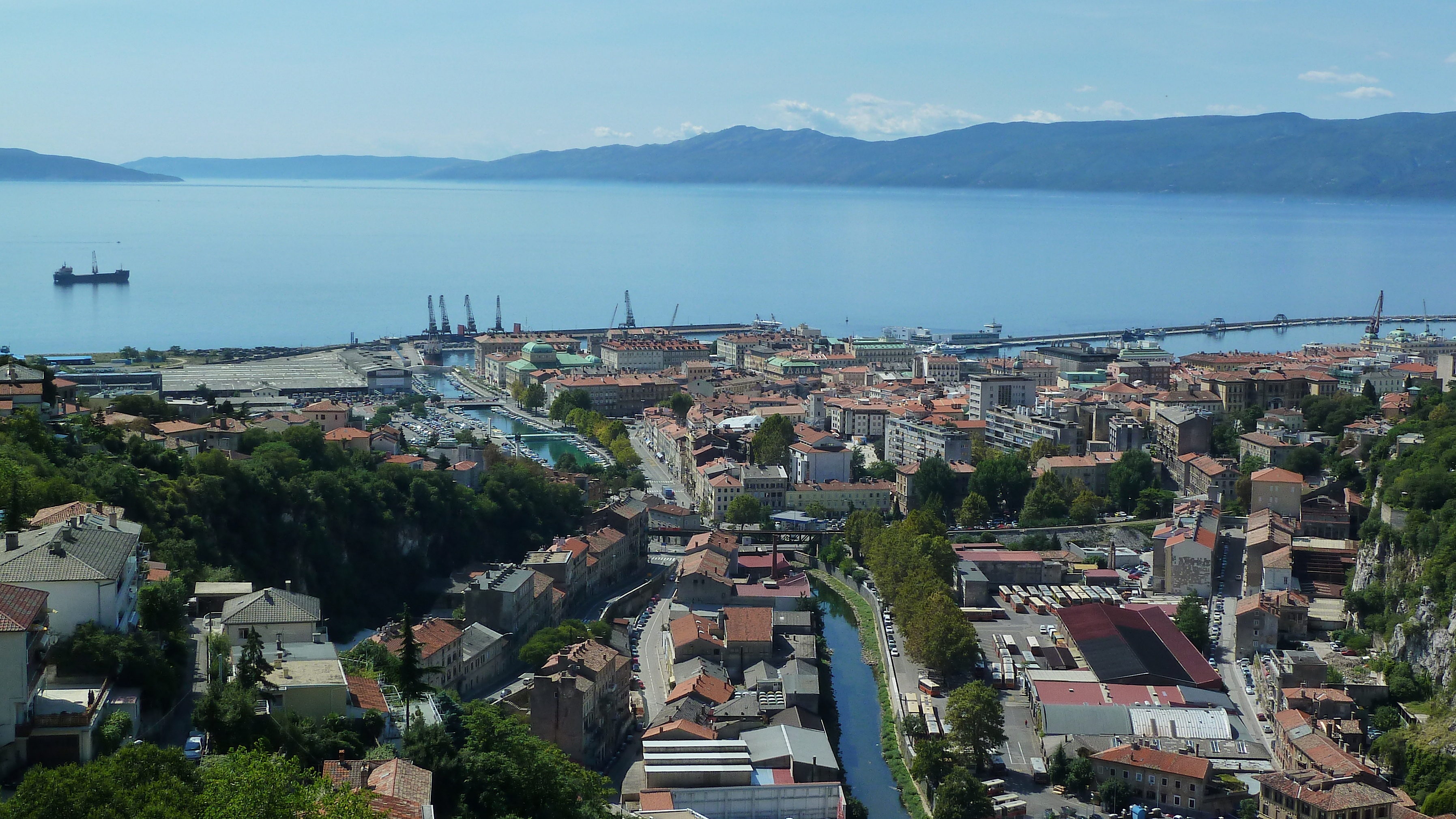
Il fiume Eneo che sfocia nel Mar Adriatico a Fiume

Il suo toponimo latino originario è Tarsatica (da cui il nome del vicino villaggio di Tersatto, oggi rione di Fiume), successivamente si chiamò Vitopolis e Flumen (da cui deriva un altro nome storico della città, San Vito al Fiume). La città è oggi chiamata Rijeka in croato, Fiume in italiano, Reka in sloveno Reka o Rika in dialetto ciacavo.
Il nome della città, in lingua ungherese, era originariamente Szentvit, poi diventato Fiume, mentre in lingua tedesca era chiamata Sankt Veit am Flaum o Pflaum. Tutte le denominazioni citate, antiche e moderne, significano "fiume" nelle rispettive lingue: il richiamo è al fiume Eneo, noto anche come Fiumara, Tarsia, Récina e Pflaum, che attraversa la città.

## Storia

### Antichità

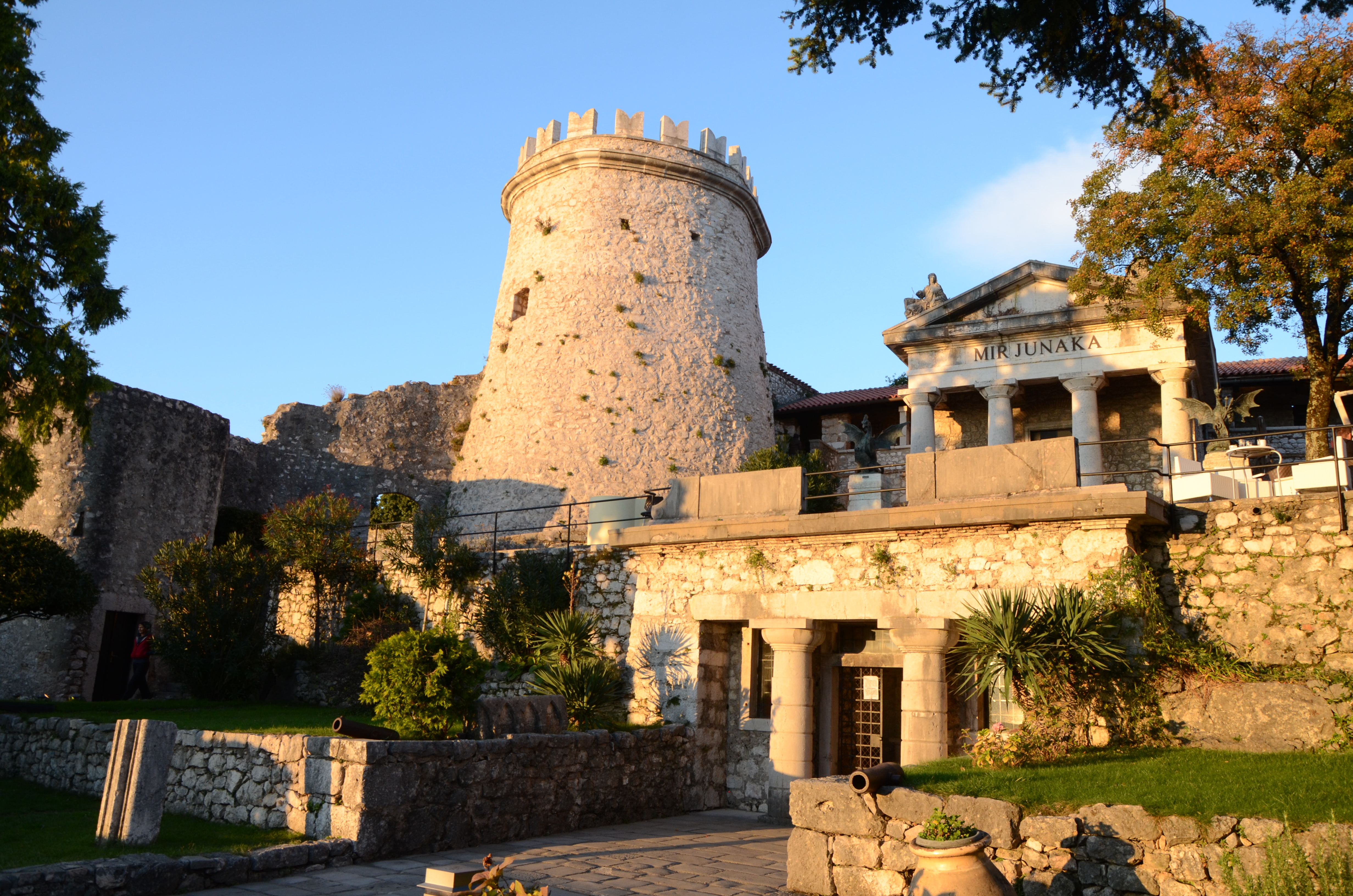
Il castello di Tersatto (Trsat), che sorge sul luogo dell'antica fortezza illirica e romana

Il luogo dell'odierna città era anticamente abitato dalla popolazione illirica dei Liburni. Le tracce più antiche di insediamenti umano nella zona di Fiume risalgono invece al Neolitico. Conquistato dalle legioni della Repubblica romana nel 60 a.C., fu fondato un municipium con il nome di Tarsatica (corrispondente al moderno centro abitato di Tersatto, oggi rione di Fiume).
Nel 42 a.C. la Liburnia fu inclusa, insieme all'Istria e al Carso, nei confini dell'Italia romana, il cui confine fu posto al fiume Tizio (poi ridenominato Cherca), ma nel 16 a.C., per poter insediare delle guarnigioni militari a difesa dell'Istria contro un tentativo di invasione da parte dei barbari della Pannonia e del Norico, il confine fu arretrato all'Arsa, provocando l'esclusione della Liburnia da quella che, nell'anno 7 sarebbe stata definita la regione augustea Regio X Venetia et Histria, mantenendosi anche nelle terre espunte dalla Regio X il diritto romano dominium ex iure Quiritium e la cittadinanza romana, con aggregazione delle popolazioni Istre e Liburne alla Tribù Claudia. Tarsatica viene anche citata da Plinio il Vecchio nella sua opera Naturalis historia.

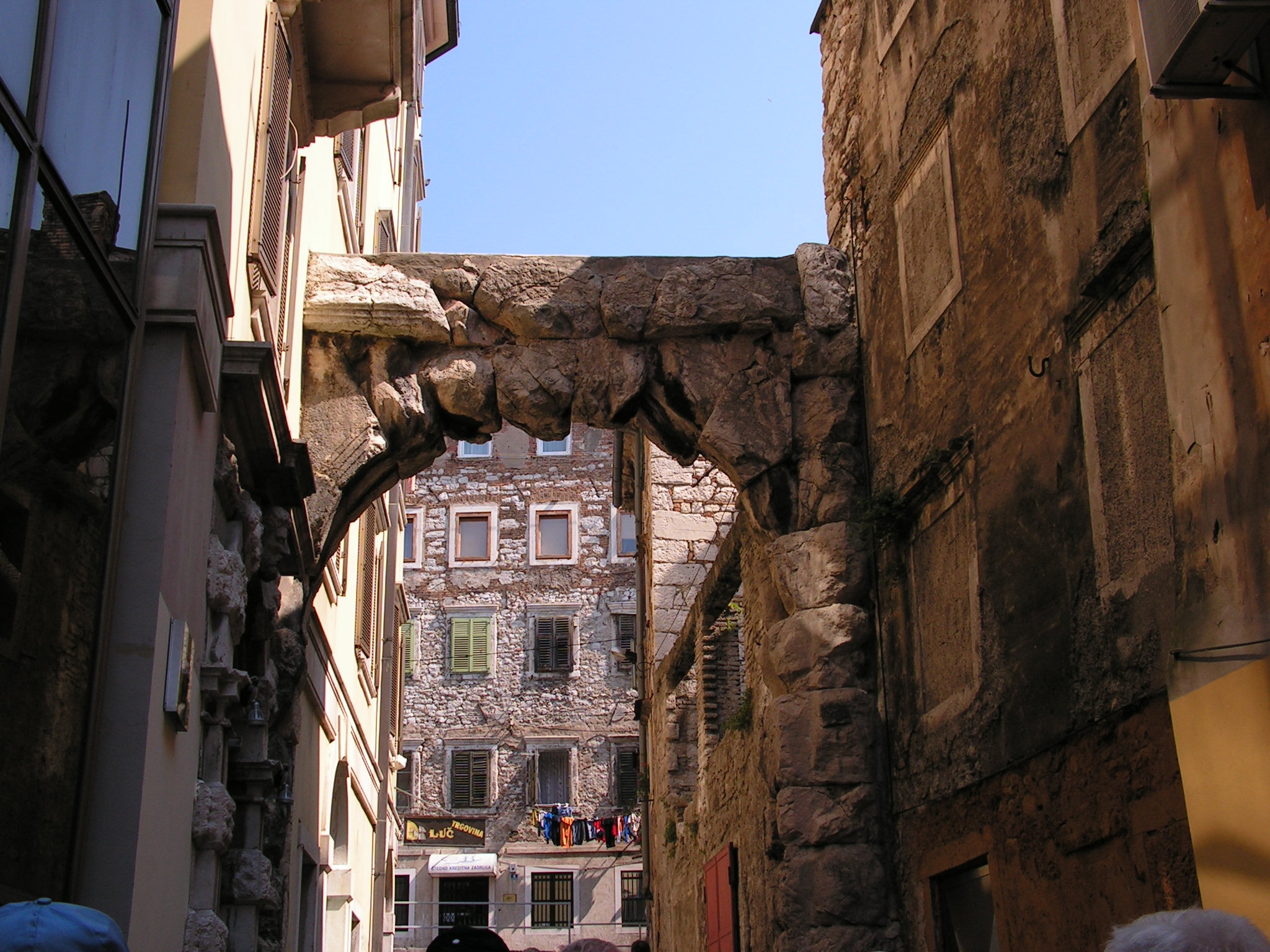
L'arco romano di Fiume, il più antico monumento presente in città. Si trova all'entrata della città vecchia

Augusto rifondò Tarsatica con il nome di Flumen, facendola diventare una delle città più importanti della provincia romana della Dalmatia, a cui appartenne fino alla caduta dell'Impero romano d'Occidente, che avvenne nel V secolo. Da Tarsatica passava la via Flavia, antica strada romana che iniziava da Tergeste (Trieste) e che passava per Pola (Pola) costeggiando il litorale istriano e giungendo infine in Dalmatia (Dalmazia). Dopo il IV secolo Flumen, con la diffusione del cristianesimo, fu dedicata a san Vito, ancora oggi patrono della città, con il nome di Terra Fluminis sancti Sancti Viti, diventato poi in tedesco Sankt Veit am Flaum o Pflaum.

### Dal Medioevo agli Asburgo

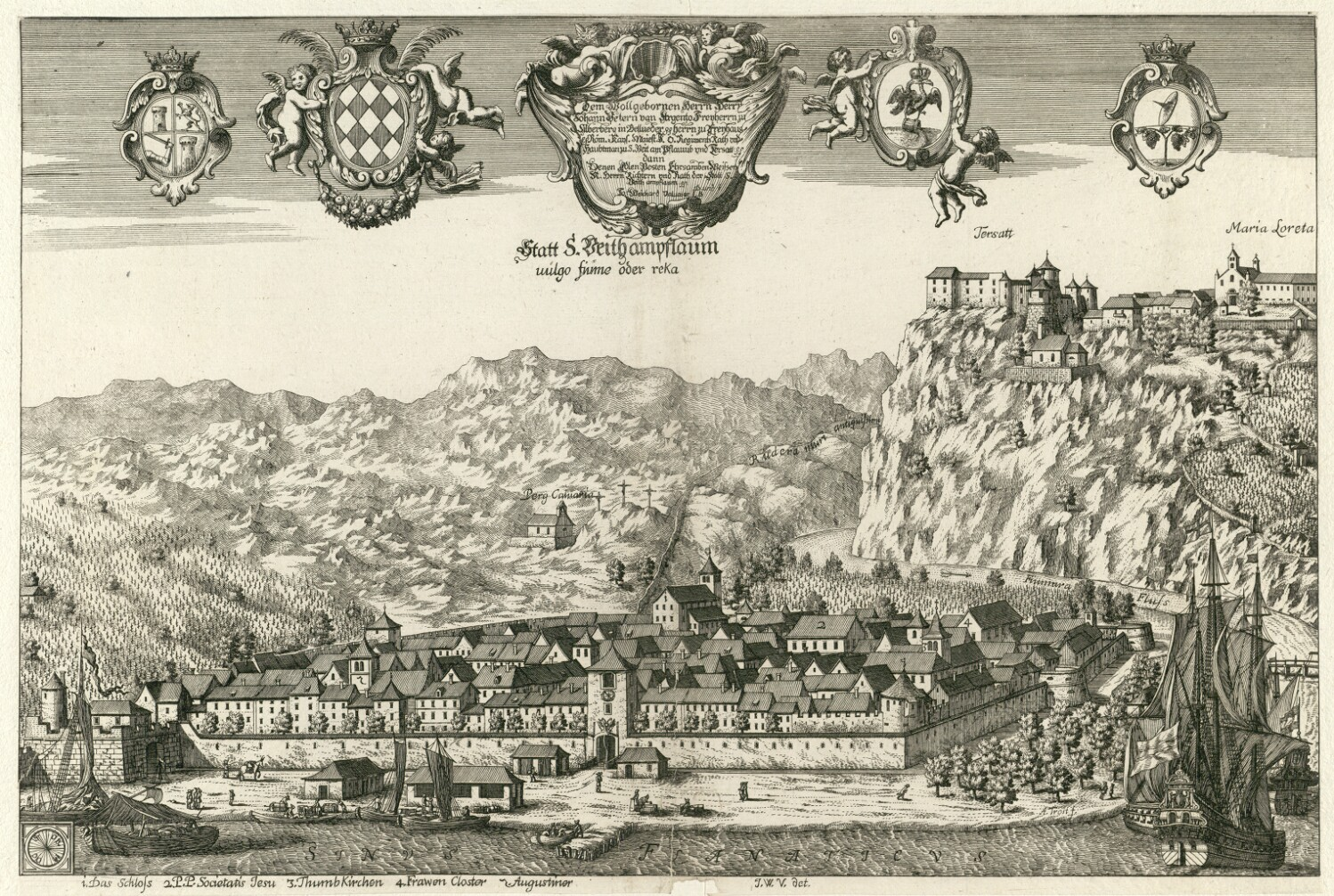
Fiume e Tersatto nel 1207

Nel VI secolo (580 ca.), spinte dall'avanzata degli Unni e degli Avari, arrivarono ai contrafforti orientali delle Alpi Giulie le tribù slave. In particolare, dopo la caduta dell'Impero romano d'Occidente Fiume fu occupata dagli Ostrogoti, dall'Impero bizantino, dai Longobardi e dagli Avari.
Nel 799, in piena epoca medievale, Fiume fu attaccata e conquistata dalle truppe franche di Carlo Magno. Il primo assedio alla città, conosciuto come assedio di Tersatto e comandato da Enrico del Friuli, che morì durante i combattimenti, andò a vuoto, ma il secondo portò alla conquista di Fiume con i franchi che distrussero il castello precedente realizzato dai croati. Dopo i Franchi, dall'anno 1000, il governo della città passò al vescovo di Pola: in tale periodo la città si governò da comune autonomo raggiungendo una notevole prosperità commerciale favorendo anche l'immigrazione di mercanti da diverse parti d'Europa.
Il Ducato di Croazia passò poi sotto il controllo dell'Impero carolingio. Fiume fu una delle città appartenenti al Regno di Croazia fin dalla sua fondazione, che avvenne nel 925, seguendo la sua sorte, che fu l'unione personale con il Regno d'Ungheria, la quale avvenne nel 1102 con la trasformazione di quest'ultimo in Regno di Croazia e Dalmazia. Il castello di Tersatto fu ricostruito insieme alla città dalla famiglia Frangipani. Nel 1288 entrò in vigore anche a Fiume il codice di Vinodol, uno dei più antichi statuti cittadini approvati in Europa.

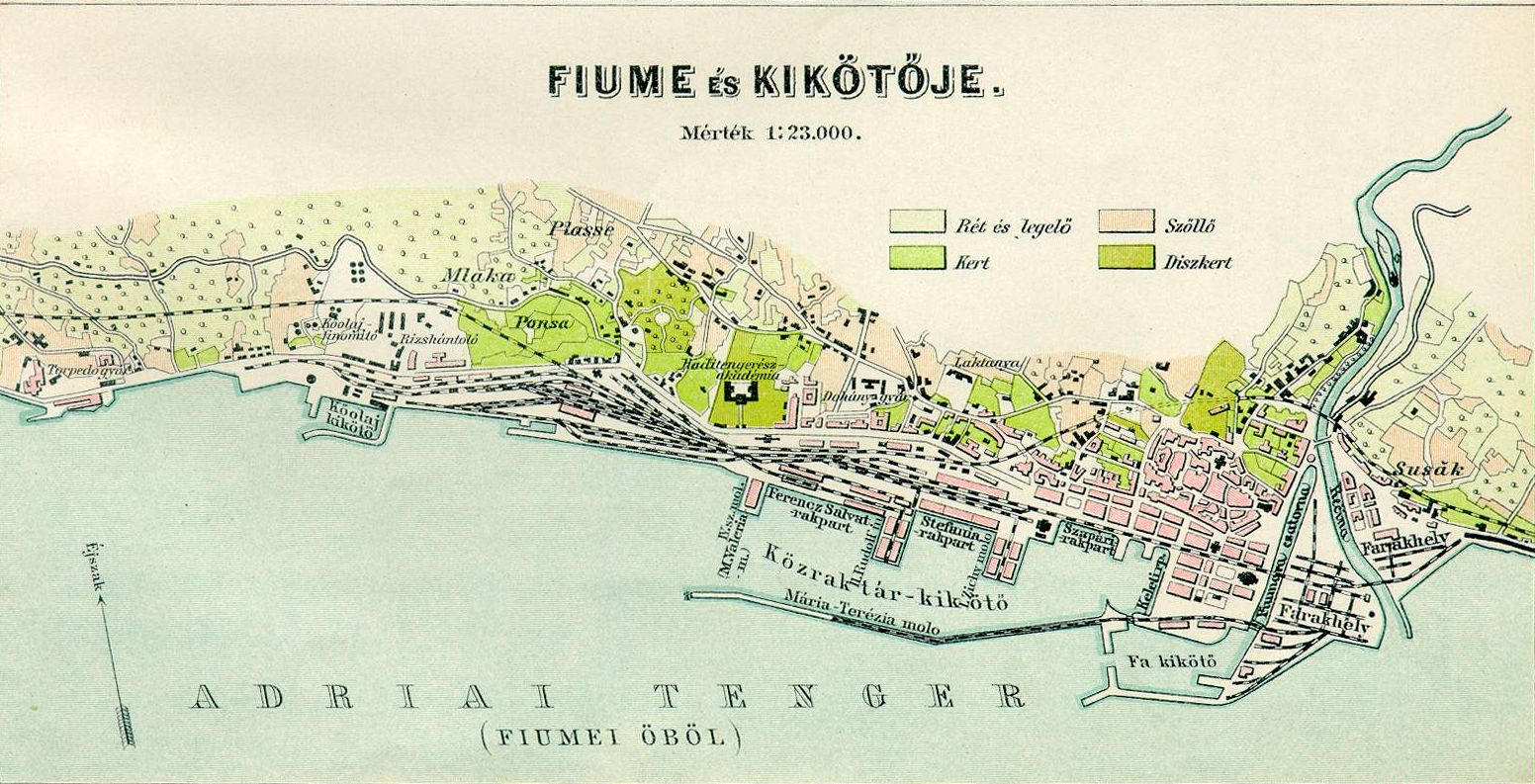
Mappa asburgica in ungherese di Fiume (1890)

Fiume iniziò quindi a rivaleggiare con la Repubblica di Venezia. Questa fase della storia di Fiume ebbe fine nel 1466, quando la città passò all'Arciducato d'Austria di Federico III d'Asburgo. La città quarnerina rimase sotto il governo della Casa d'Asburgo per 450 anni, tranne una parentesi durata dal 1805 al 1813, quando fece parte dei domini napoleonici, e fino alla fine della prima guerra mondiale (1918), quando fu occupata dai croati a guerra finita e annessa nel 1924 al Regno d'Italia grazie al trattato di Roma con una parentesi di autonomia municipale nella forma di una città-stato chiamata "Stato libero di Fiume", esistita tra il 1920 e il 1924.

### La dominazione austriaca
Dal 1471 al 1648 Fiume fece parte integrante del Ducato di Carniola, mentre successivamente divenne città direttamente inclusa nella Bassa Austria, provincia con capoluogo Graz. L'imperatrice Maria Teresa d'Austria la cedette al Regno d'Ungheria nel 1776, dapprima inserendola nell'ambito amministrativo della Croazia, ma nel 1779, in seguito alle incessanti ed energiche proteste dei fiumani, l'annetté direttamente al Regno d'Ungheria come corpus separatum, ovvero entità autonoma con autogoverno responsabile della gestione amministrativa della città e del suo contado, chiamata Città e distretto di Fiume e detta anche Terra Sancti Viti ad flumen.

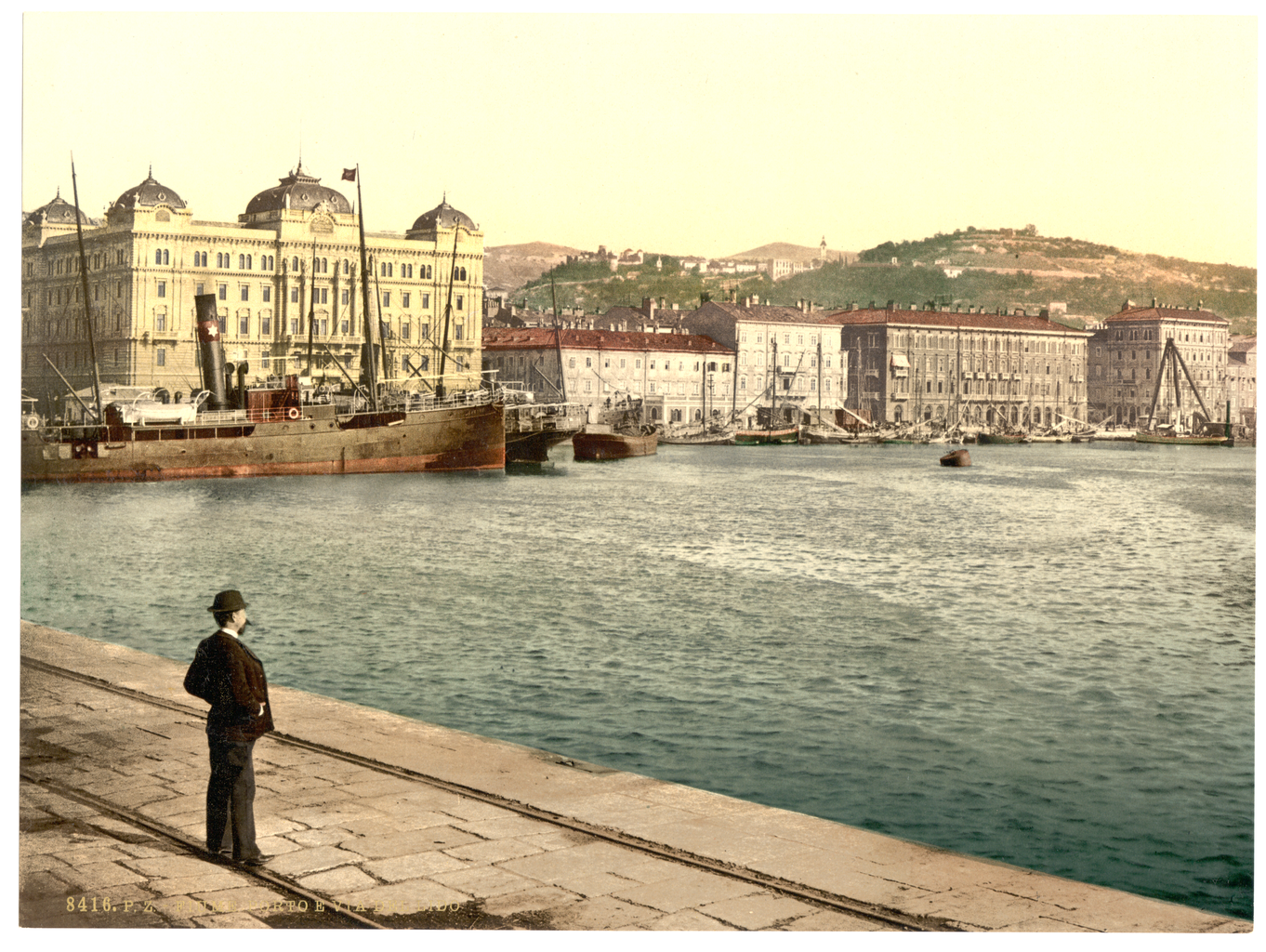
Il porto di Fiume nel 1897-1899

Costituita come porto franco nel 1719, passò a cavallo tra il XVIII e il XIX secolo da mano austriaca a quella francese, di nuovo austriaca e quindi di nuovo ungherese. Durante la rivoluzione ungherese del 1848 la città venne occupata militarmente dalle milizie croate del bano Josip Jelačić.

### L'età d'oro di Fiume
Nel 1867, dopo l'Ausgleich, le autorità magiare, al fine di dotarsi di un proprio porto sul mar Adriatico, decisero di scorporare il municipio di Fiume dal Regno di Croazia e sottoporre la città quarnerina, che pur avrebbe conservato una piena autonomia comunale, direttamente al governo di Budapest. I croati dal canto loro avrebbero continuato invece ad avere giurisdizione sul circostante distretto fiumano ed in particolare sul sobborgo di Sussak. Questa particolare suddivisione interna altro non fece che riconfermare lo status, già vigente prima del 1848, della città di Fiume come corpus separatum.

Con l'arrivo della ferrovia da Karlovac nel 1873, l'economia fiumana iniziò ad attraversare una fase di crescita vertiginosa durata oltre cinquant'anni. Fiume era infatti l'unico scalo portuale del vasto Regno d'Ungheria, alle cui province era finalmente collegata stabilmente grazie alla capillare diffusione della rete ferroviaria austro-ungarica. In pochi anni la città si affermò così sia come porto commerciale internazionale che come centro manifatturiero ed industriale grazie all'apertura del Cantiere Navale Danubius, del Silurficio Whitehead e di una raffineria. 

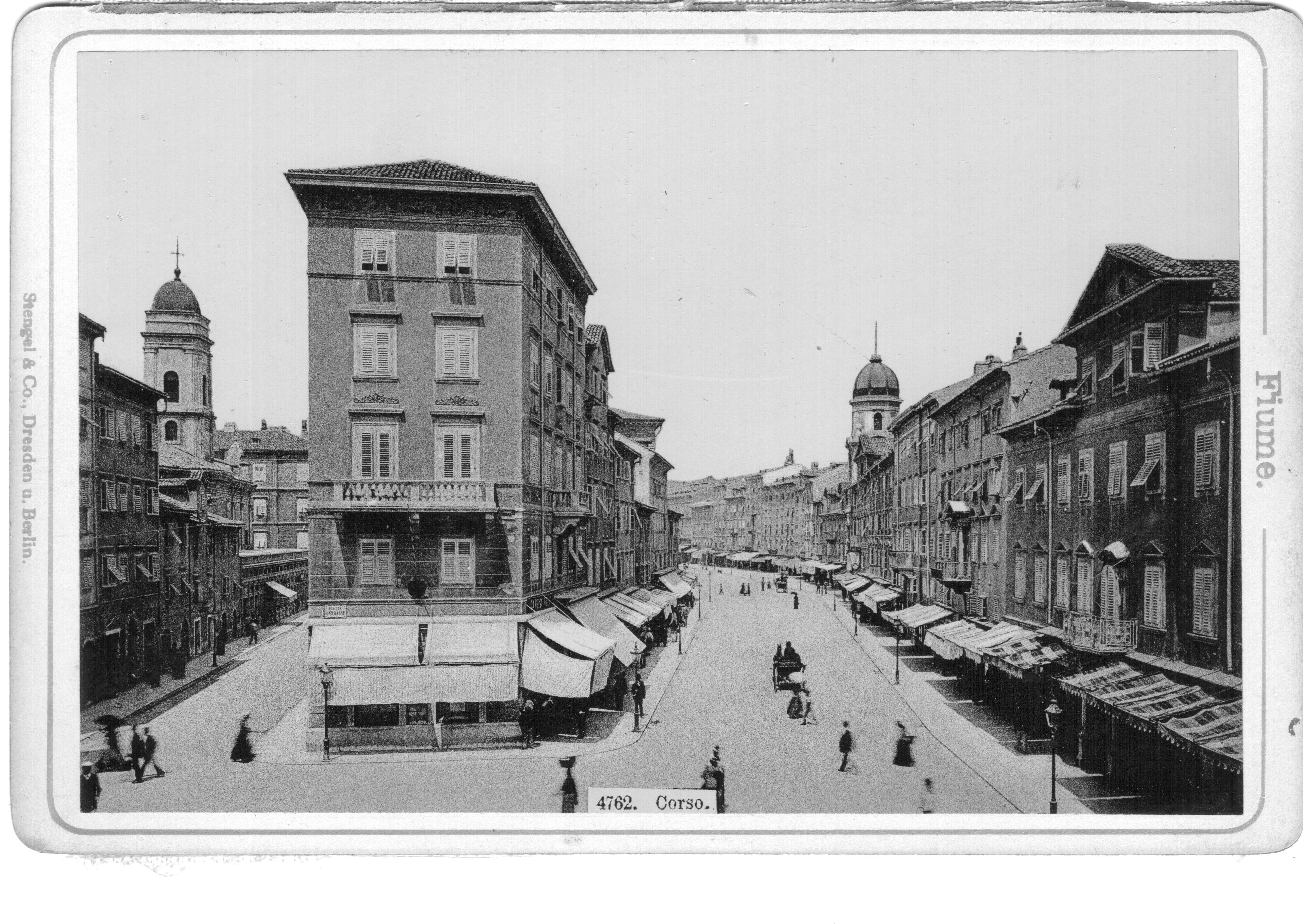
Veduta del Corso del 1906.

La città, diventata un'ambita meta lavorativa sia per i cittadini austro-ungarici che per quelli stranieri, vide una vera e propria esplosione demografica: dai 21 000 abitanti del 1880 si passò agli oltre 50 000 dell'immediato periodo anteguerra. Questo afflusso continuo di nuovi abitanti, rese Fiume, che pur restava una città di medie dimensioni, un vero e proprio crogiuolo di etnie, culture e religioni diverse. La sua condizione esclusiva di porto dell'Ungheria favorì poi la costituzione in città di due compagnie di navigazione, l'Adria e l'Atlantica. Con l'aperture delle nuove rotte transatlantici, la città divenne la meta di migliaia di emigranti, con relativo indotto, di diretti verso le Americhe. Protagonista politico indiscusso di quest'epoca fu il podestà Giovanni De Ciotta, il quale riuscì sia a mantenere l'autonomia locale, riuscì a pianificare uno sviluppo costante per l'economia cittadina. Furono inoltre realizzati nuovi quartieri residenziali, mentre il centro fu abbellito con la costruzione di nuovi sfarzosi palazzi, come Palazzo Adria e Palazzo Modello, e del teatro Giuseppe Verdi. Nonostante l'abolizione del porto franco nel 1891, circa vent'anni dopo il porto di Fiume era per traffici, il decimo d'Europa.

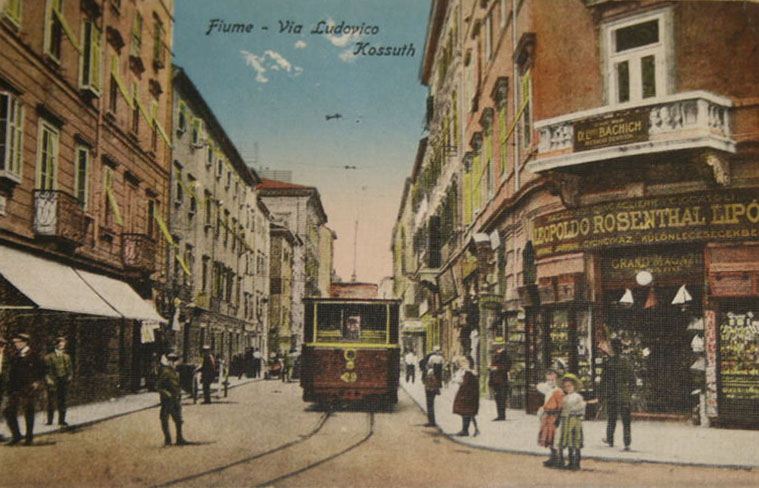
Un viale del centro cittadino negli anni dieci del XX secolo. Si vede, al centro della foto, uno scorcio della tranvia di Fiume.

La questione dei nazionalismi, che verso la fine del XIX secolo stava iniziando a prendere sempre più piede nelle varie provincie dell'Austria-Ungheria a Fiume fu relativamente contenuta. La classe dirigente autonomista locale, espressione della maggioranza cittadina di lingua italiana, si alleò con le autorità magiare in chiave anti-croata ed estromise la minoranza slava dalla politica locale. Le tensioni tra italiani e croati non sfociarono mai in conflitti aperti se non in due occasioni: l'incendio del ginnasio croato cittadino il 12 luglio 1867 e i tumulti causati da un gruppo di militanti del Sokol di Sussak che il 5 settembre 1906 assaltarono diversi locali pubblici di Fiume di proprietà di italiani scatenando così per alcuni giorni una serie di incidenti in tutta la regione.
Tuttavia anche l'idillio fra magiari e italiani s'incrinò fortemente a seguito del tentativo d'imposizione in città nel 1898 dell'ordinamento scolastico ungherese, che gli italiani videro come un attentato alla tradizionale autonomia cittadina e alla propria identità nazionale: fu in quegli anni che a Fiume sorsero le prime organizzazioni irredentistiche italiane, sostenute anche dagli 11 000 istriani italiani risiedenti nella città quarnerina.

### La prima guerra mondiale e la questione di Fiume
Degna di nota, durante le operazioni militari della prima guerra mondiale avvenute nei pressi di Fiume, fu la beffa di Buccari, incursione militare effettuata contro il naviglio austro-ungarico nella vicina baia di Buccari (Bakar) svolta da una flottiglia della Regia Marina su MAS nella notte tra il 10 e l'11 febbraio 1918. Nonostante le limitate conseguenze materiali tale azione ebbe l'effetto di risollevare il morale dell'Italia, messo a durissima prova dallo disfatta di Caporetto di alcuni mesi prima.
La successiva sconfitta dell'Impero austro-ungarico nella prima guerra mondiale e la sua conseguente disgregazione portarono alla costituzione di due amministrazioni etnicamente rivali (italiana e croata), l'una favorevole all'unione al Regno d'Italia e l'altra all'annessione al Regno dei Serbi, Croati e Sloveni. Il Patto di Londra, stipulato fra l'Italia e le potenze della Triplice intesa non prevedeva l'assegnazione di Fiume all'Italia, in quanto la città sarebbe dovuta rimanere l'unico porto in mano all'Impero austro-ungarico del quale, nel 1915, non si poteva prevedere la dissoluzione. Difatti, fino al 1921, il nuovo Stato ungherese continuò a considerare la città come parte dell'Ungheria, come enclave, seppur non la potesse controllare direttamente.
Già nell'ottobre 1918 a Fiume si era costituito un Consiglio nazionale di cui fu nominato presidente Antonio Grossich, che il 30 ottobre proclamò l'annessione al Regno d'Italia. Nell'aprile del 1919 Giovanni Host-Venturi cominciò a creare una Legione fiumana costituita da "volontari per difendere la città dal contingente francese di occupazione", ritenuto filo-iugoslavo.
La maggioranza della popolazione del corpus separatum di Fiume (costituito dalla città e un piccolo territorio circostante) era infatti di madrelingua italiana, tuttavia gli jugoslavi la ritenevano propria costatando che l'area rurale circostante alla città fosse a maggioranza croata e che l'origine di molti fiumani (anche di lingua madre italiana) fosse croata e che l'italianità di Fiume fosse semplicemente il frutto della egemonia culturale ed economica degli italiani. Inoltre il confine del corpus separatum verso est era delimitato dal fiume Eneo, la cui foce era situata lungo l'antico porto cittadino: il sobborgo adiacente, immediatamente oltre il ponte di Sussak (oggi quartiere cittadino fiumano) era a netta maggioranza croata.

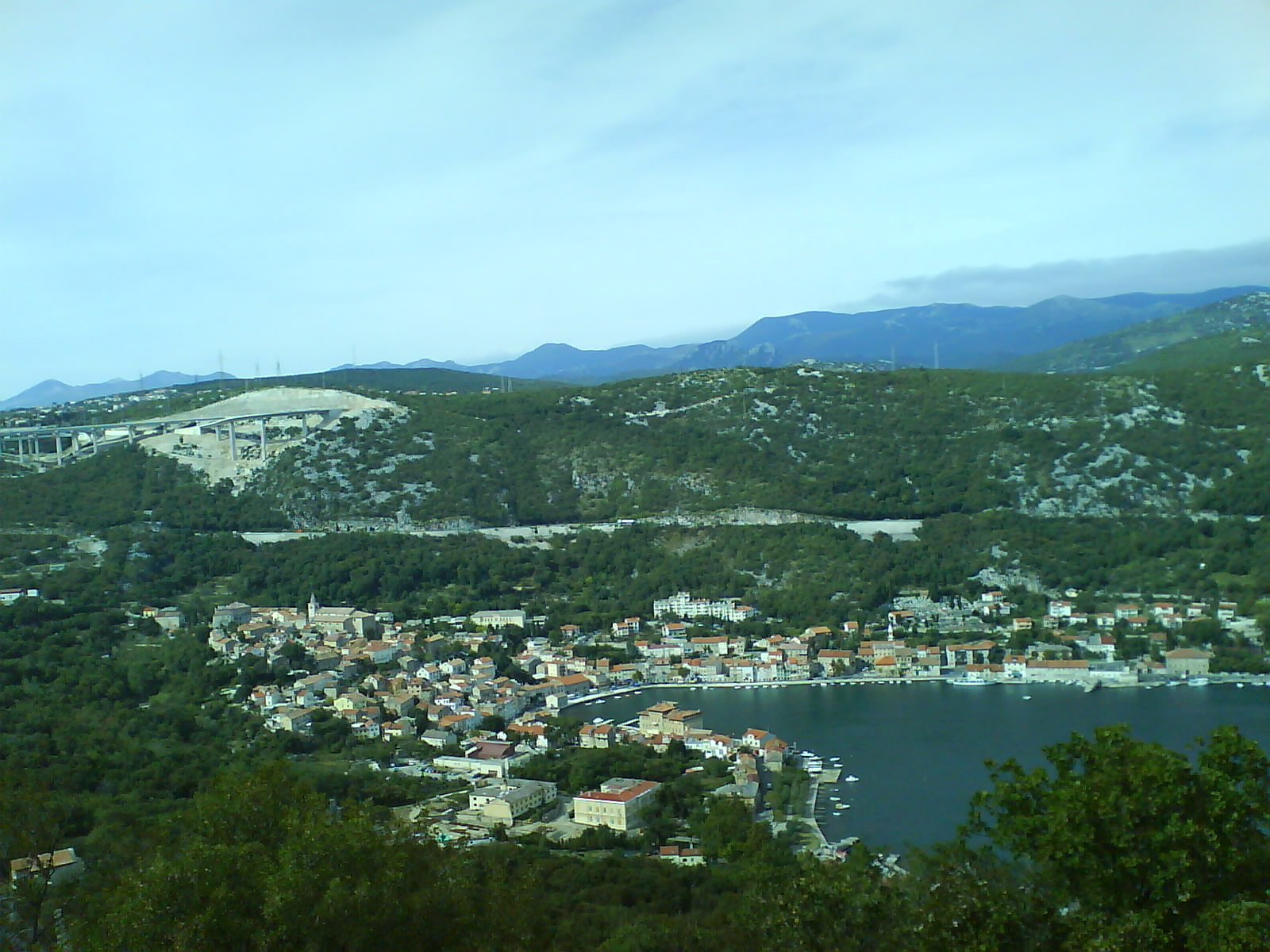
La baia di Buccari, dove avvenne, tra il 10 e l'11 febbraio 1918, l'omonima incursione militare italiana durante la prima guerra mondiale

Nel frattempo in Italia la questione di Fiume ebbe molta risonanza e si sviluppò, specie fra i reduci, un forte movimento annessionista nei confronti della città quarnerina, che considerava una "vittoria mutilata" il fatto, ventilato a più riprese, della mancata annessione di tutti i territori previsti dal patto di Londra, ovvero il Trentino, il Tirolo cisalpino, la Dalmazia settentrionale, il riassetto dell'Albania, la partecipazione alla spartizione dell'Impero ottomano e alle ricompense coloniali.
Da un punto di vista diplomatico la vicenda diventò complessa anche perché gli Stati Uniti (sulla scorta dei Quattordici punti del presidente Wilson) erano favorevoli a definire frontiere etnicamente equilibrate tra le nuove nazioni e perché la "linea Wilson" tra Italia e Jugoslavia non comprendeva Fiume né la Dalmazia settentrionale, né la parte orientale dell'Istria, la cui annessione all'Italia era prevista dal patto di Londra.

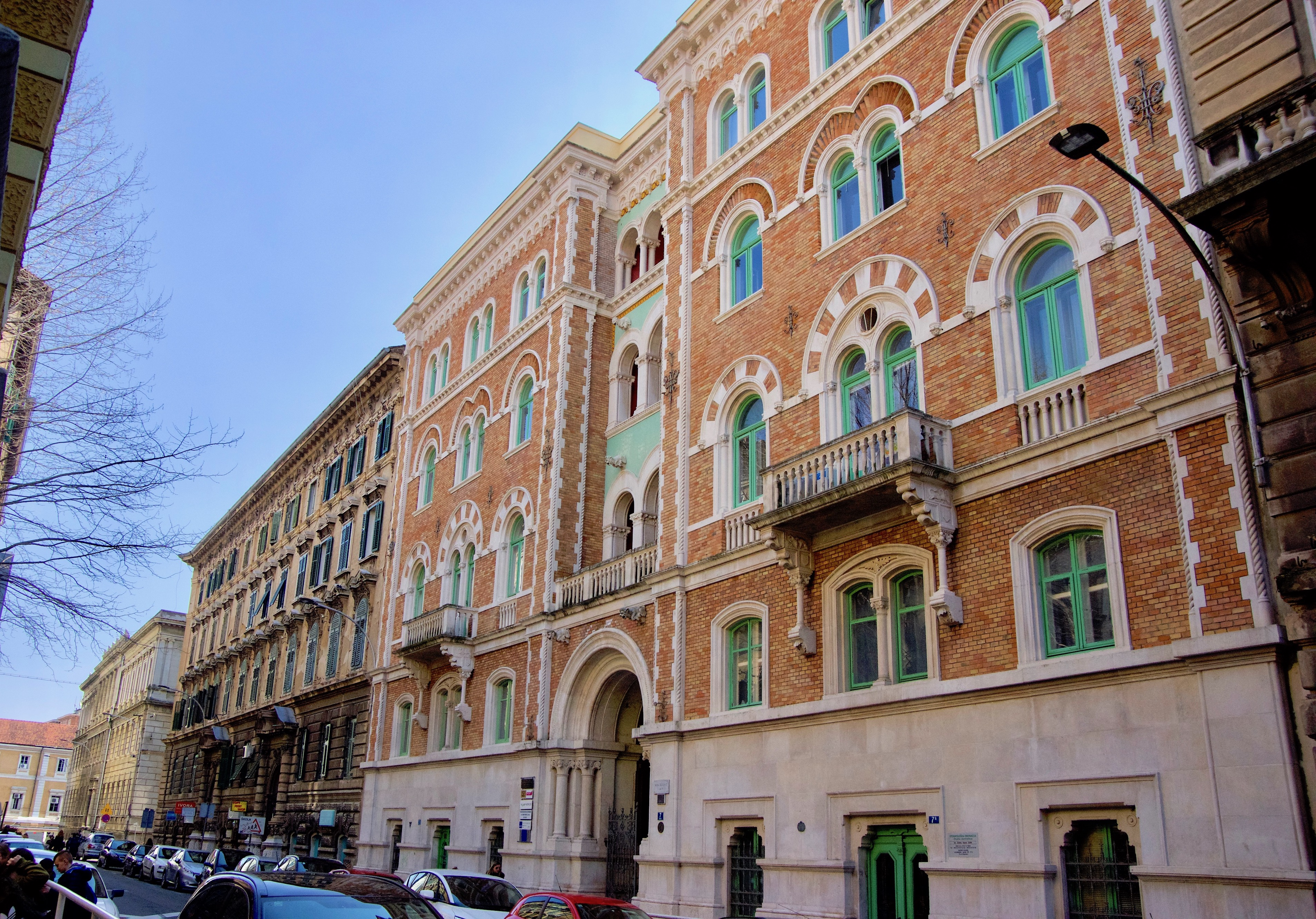
Casa Veneziana a Fiume

Dal punto di vista militare, dopo una breve occupazione serba, arrivarono in città delle truppe italiane, parte di una forza internazionale anglo-franco-statunitense, che occupò la città nel novembre del 1918. Le truppe italiane rimasero in città come parte di tale forza d'occupazione, mantenendo però di fatto una totale libertà d'azione.
A luglio del 1919 si registrarono dei gravi scontri fra militari italiani e francesi che coinvolsero anche la popolazione locale: nove soldati francesi vennero uccisi. La successiva inchiesta di una commissione internazionale propose delle misure drastiche, che vennero presto messe in atto: scioglimento del Consiglio Nazionale Italiano, costituzione di una polizia locale sotto il comando di un ufficiale inglese e la destituzione del generale Francesco Saverio Grazioli dal comando. In tali frangenti sorse nell'ala irredentista dei fiumani, capeggiata da Giovanni Host-Venturi, l'idea di chiedere al poeta Gabriele D'Annunzio, principale propugnatore dell'annessione di Fiume all'Italia e da anni instancabile irredentista, di occupare militarmente la città.

### Reggenza italiana del Carnaro
I negoziati sul futuro di Fiume che si svolsero a Parigi e che vedevano la forte contrapposizione fra le richieste annessionistiche italiane e jugoslave si interruppero bruscamente quando, il 12 settembre 1919, una forza volontaria irregolare di nazionalisti ed ex-combattenti italiani composta da circa 2 500 legionari, guidata da Gabriele D'Annunzio e partita da Ronchi di Monfalcone (oggi Ronchi dei Legionari in ricordo dell'impresa di Fiume), occupò la città chiedendone l'annessione all'Italia. Ai costanti rifiuti del governo italiano, D'Annunzio decise di proclamare la Reggenza italiana del Carnaro.

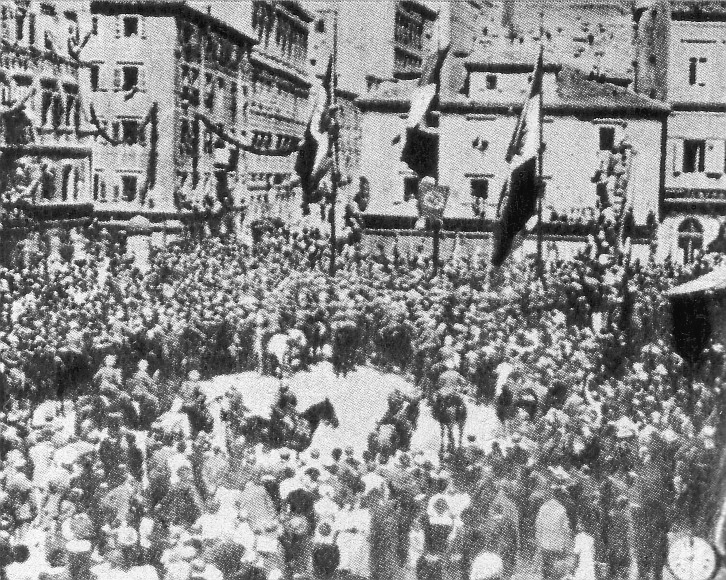
Proclamazione della Reggenza italiana del Carnaro

Le valutazioni storiografiche sull'impresa fiumana differirono radicalmente nel tempo. In primis la si ritenne uno dei prodromi per la successiva nascita e radicalizzazione del fascismo, viste le evidenti similitudini fra l'arditismo fiumano e lo squadrismo fascista, e le somiglianze ideologiche fra le idee propugnate da Gabriele D'Annunzio e quelle poi sostenute da Benito Mussolini.
In anni più recenti sono stati messi in luce anche gli aspetti anarco-libertari della Reggenza, la cui costituzione – approntata dal socialista rivoluzionario Alceste de Ambris (legionario fiumano con D'Annunzio) e chiamata Carta del Carnaro – presentò dei tratti particolarmente innovativi e avanzati per l'epoca, come la definizione dello Stato dannunziano come democrazia diretta che prevedeva il decentramento dei poteri, la parità dei diritti senza distinzione di sesso, razza, lingua, classe o religione, il diritto al lavoro correttamente retribuito, la pensione di vecchiaia per tutti, l'habeas corpus, il risarcimento dei danni per abuso di potere, il suffragio universale, l'istruzione gratuita, la libertà d'espressione e di stampa, il riconoscimento del divorzio e l'abolizione dell'esercito in tempo di pace.

Fiume accoglie Gabriele D'Annunzio

Lo stesso Lenin sostenne la Reggenza dannunziana, e come riferì Nicola Bombacci, contestando l'inattività dei socialisti italiani definì polemicamente D'Annunzio come l'unica persona in grado di portare avanti la rivoluzione in Italia. L'appoggio leninista venne ricambiato: la Reggenza del Carnaro fu infatti la prima autorità governativa al mondo a riconoscere l'Unione Sovietica. Bisogna anche ricordare che il mercantile Persia con 1 300 tonnellate di armamenti da portare ai controrivoluzionari russi fu abbordato dal sindacalista Giuseppe Giulietti e dagli "uscocchi" per esser dirottato a Fiume, dove fu accolto da D'Annunzio stesso con tutti gli onori.

### Il Trattato di Rapallo e la costituzione dello Stato libero di Fiume

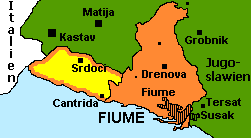
Mappa dello Stato libero di Fiume (1920-1924). In arancio pieno, l'antico distretto austroungarico che esistette fino al 1918, mentre in giallo contornato di arancio il territorio aggiunto per poter permettere allo Stato libero di Fiume di confinare anche con l'Italia

Dopo la costituzione della Reggenza italiana del Carnaro iniziò un flusso migratorio verso Fiume. A Fiume ci si trasferiva dall'Italia anche per godere di libertà e diritti che non erano concessi all'interno dei confini del Regno sabaudo come, ad esempio, la possibilità di divorziare. Tuttavia il Governo italiano non permetteva di ottenere nuovamente la cittadinanza italiana a chi vi avesse rinunciato al fine di conseguire il divorzio all'estero (allora non previsto dalle leggi italiane), e tra questi numerosi erano gli italiani che avevano acquistato la cittadinanza fiumana, a discapito di quella italiana, proprio a tal fine. Anche il premio Nobel Guglielmo Marconi e la sua prima moglie, l'irlandese Beatrice O'Brien, divorziarono il 12 febbraio 1924 a Fiume. Solo nel 1924, con la definitiva annessione, tutti i fiumani giunti dall'Italia riacquistarono la cittadinanza italiana.
Con l'insediamento al governo di Giovanni Giolitti (15 aprile 1920), il Ministero degli Esteri italiano fu affidato a Carlo Sforza. Diplomatico di carriera, Sforza si adoperò affinché i rapporti tra l'Italia e il governo jugoslavo si avviassero verso la normalizzazione dopo le conseguenze politiche dell'iniziativa dannunziana. I due governi, infatti, decisero di iniziare a incontrarsi in territorio italiano, a partire dal 7 novembre 1920, a Villa Spinola (oggi conosciuta anche come Villa del trattato), presso Rapallo.

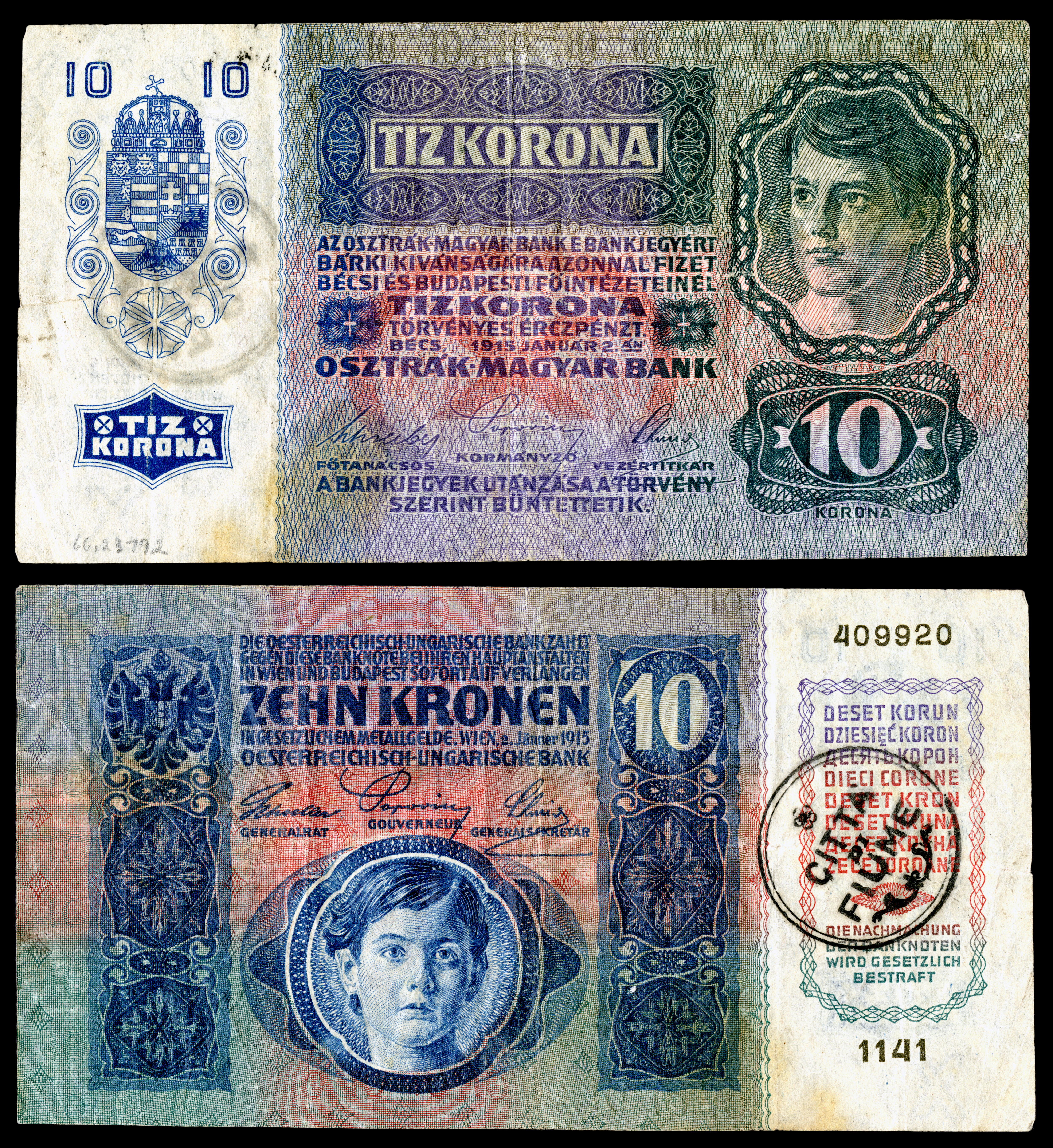
Moneta della Città di Fiume (provvisoria, 1920)

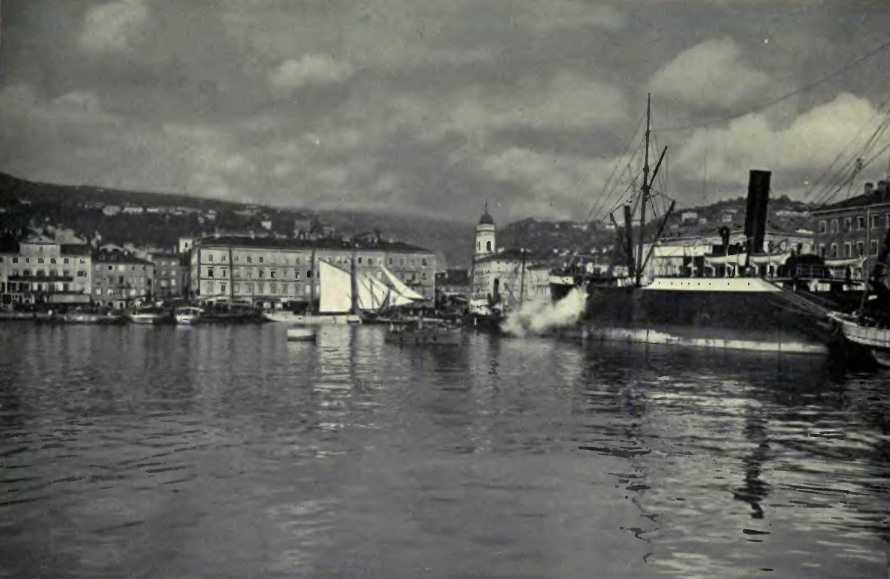
Il porto di Fiume nel 1923.

Le trattative durarono pochi giorni e il 12 novembre 1920, con la sottoscrizione del trattato di Rapallo, l'Italia e il Regno dei Serbi, Croati e Sloveni riconobbero consensualmente Fiume come stato libero e indipendente nella forma di una città-Stato (lo "Stato libero di Fiume") stabilendo i suoi confini, che vennero fissati allo spartiacque delle Alpi Giulie, con la contestuale rinuncia da parte dell'Italia alla Dalmazia settentrionale - promessa dal Patto di Londra e nel frattempo occupata - salvo l'exclave dalmata di Zara e l'isola di Lagosta, che vennero annesse all'Italia.
In base all'art. IV del trattato di Rapallo, lo Stato libero di Fiume aveva per territorio il cosiddetto Corpus separatum, "[...] delimitato dai confini della città e del distretto di Fiume [...]", e una striscia costiera che gli avrebbe garantito anche il confine con il Regno d'Italia. Le parti si accordarono, inoltre, per la costituzione di un Consorzio italo-slavo-fiumano per la gestione del porto della città adriatica, a tutela del suo sviluppo in collegamento con l'entroterra. La città di Fiume acquisiva, quindi, uno status internazionale simile al Principato di Monaco sul Mare Adriatico.
Gabriele D'Annunzio però negò la validità del trattato di Rapallo rifiutando di lasciare la Reggenza italiana del Carnaro. D'Annunzio decise di emettere un proclama nel quale dichiarò di ritenere Fiume ufficialmente in guerra con il Regno d'Italia, dando ordine di distruggere tutti i ponti sul fiume Eneo e di approntare una serie di capisaldi difensivi lungo il perimetro cittadino, oltre a diverse barricate in alcuni punti strategici della città. Fiume fu quindi completamente circondata dal Regio Esercito e il mattino della vigilia di Natale fu sferrato l'attacco da parte dell'esercito italiano, che comprese anche un cannoneggiamento dal mare. Quest'ultimo provocò una cinquantina di vittime e l'allontanamento dei legionari dannunziani: tale evento è conosciuto come "Natale di sangue".
Nel gennaio 1921 nella città venne costituito un governo provvisorio che aveva il compito di preparare la costituzione dello Stato Libero di Fiume. Il 24 aprile 1921 si svolsero le prime elezioni parlamentari fiumane, alle quali parteciparono gli autonomisti e i Blocchi Nazionali pro-italiani. Il Movimento Autonomista ricevette 6 558 voti e i Blocchi Nazionali (Partito Nazionale Fascista, Partito Liberale e Partito Democratico) 3 443. Presidente divenne il capo del Movimento Autonomista, Riccardo Zanella.
La larga vittoria autonomista lasciò disorientati i nazionalisti, che reagirono provocando una serie di disordini di piazza che resero estremamente difficoltosa l'azione politica del nuovo governo: il 3 marzo 1922 i nazionalisti (riuniti in un'organizzazione definitasi "Comitato di Difesa Cittadino") si impadronirono del potere con un colpo di Stato. Zanella e i suoi partirono per l'esilio, ricostituendo una sorta di "governo all'estero" con sede a Porto Re (Kraljevica), in territorio jugoslavo. Questa scelta diede agio ai nazionalisti di fomentare ancor di più le accuse agli zanelliani – già sorte nel periodo precedente e ampiamente sfruttate per motivi propagandistici – di connivenza con i croati e di tradimento dello spirito italiano della città.

### L'annessione all'Italia

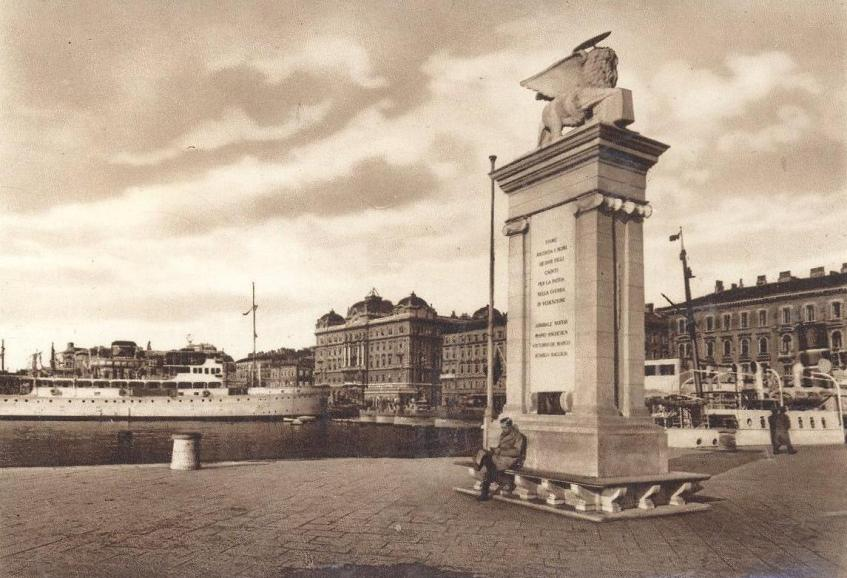
Il monumento al leone di San Marco sul lungomare (chiamato Riva in lingua croata) di Fiume negli anni trenta

In seguito alla cacciata di Zanella e del suo governo, vennero presentate diverse richieste d'intervento italiano, ritenute necessarie per mantenere l'ordine in città garantendo così la necessaria sicurezza al porto. Alla fine il governo italiano colse la palla al balzo e decise di inviare a Fiume il generale Gaetano Giardino, che dal 17 settembre 1923 divenne governatore militare con il compito di tutelare l'ordine pubblico.
Lo stato di fatto rese inapplicabile il trattato di Rapallo, e di conseguenza italiani e jugoslavi intrapresero un'ulteriore trattativa sulle sorti di Fiume. Con il trattato di Roma, siglato il 27 gennaio 1924, veniva quindi sancita l'annessione di Fiume al Regno d'Italia e il 16 marzo Vittorio Emanuele III di Savoia giungeva in città. In base al trattato di Roma, la città veniva assegnata all'Italia, mentre il piccolo entroterra e alcune piccole, ma strategiche, aree portuali venivano invece ceduti al Regno dei Serbi, Croati e Sloveni. Il nuovo confine italo-jugoslavo ricalcava ad est il confine del corpus separatum della Città e distretto di Fiume dell'epoca asburgica, garantendo però a Belgrado il controllo di Porto Baross, il grande bacino artificiale costruito negli anni Ottanta dell'Ottocento e intitolato nel 1892 al ministro ungherese Gábor Baross. Dal canto suo il governo dello Stato libero di Fiume considerò tale atto giuridicamente inaccettabile continuando a operare in esilio da Porto Re. 

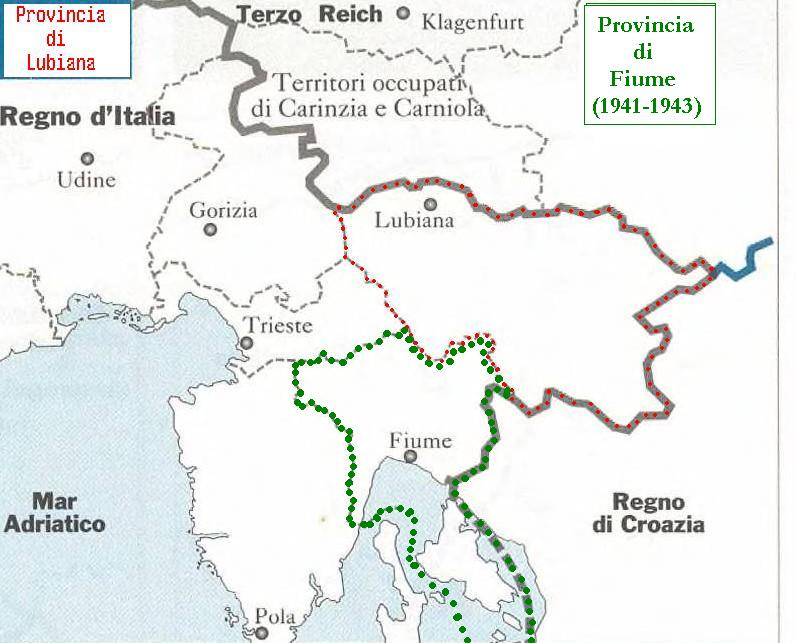
Segnati in verde, i confini dell'ampliata provincia di Fiume dopo l'invasione della Jugoslavia, che è avvenuta durante la seconda guerra mondiale. Rispetto ai confini originari, includeva anche l'area del fiume Kupa e le isole di Veglia e Arbe

Gli accordi raggiunti vennero regolati con alcune clausole da una Commissione mista per l'applicazione del trattato; tali clausole vennero ratificate dalla Convenzione di Nettuno il 20 luglio 1925. Dopo l'annessione al Regno d'Italia, la città divenne capoluogo della provincia di Fiume, che aveva una popolazione di 109 018 abitanti distribuita in 13 comuni e che aveva una superficie di 1121 km².. La sua targa automobilistica fu Fm. Dal 1930 la sua denominazione venne cambiata in Provincia di Fiume/Provincia del Carnaro. Nel dopoguerra la situazione geopolitica dell'Europa danubiana, area di riferimento per lo scalo portuale fiumano, cambiò radicalmente con la nascita dei nuovi stati nazionali. Ciò comportò la creazione di nuove barriere doganali ed un cronico calo dei flussi commerciali che nei decenni precedenti avevano privilegiato Fiume. Così la città, diventata una remota appendice dello stato italiano e privata del suo retroterra, entrò nella metà degli anni venti in una fase di declino economico, specialmente per quanto riguardava il settore della cantieristica e della manifattura. In seguito alla crisi del 1929 il regime fascista fece approvare una serie di decreti, come lo status di porto franco, al fine di risollevare le sorti della depressa economia cittadina. Il porto fiumano, i cui bacini orientali erano stati ceduti agli jugoslavi con gli accordi del 1924, dovette confrontarsi ben presto con la concorrenza del limitrofo scalo di Sušak, diventato in poco tempo principale scalo portuale della Jugoslavia. Negli anni trenta i due porti, assommando i rispettivi volumi di traffico, per altro pressoché uguali, riuscirono a recuperare parzialmente i numeri dell'anteguerra.
Con lo scoppio della guerra d'Etiopia e con l'intervento fascista in Spagna l'industria locale iniziò a dar segnali di ripresa grazie alle commesse belliche.. Negli anni trenta divennero inoltre sempre più dure ed oppressive le politiche di italianizzazione forzata delle minoranze croate e slovene presenti in città e provincia. Con l'approvazione nel 1938 delle leggi razziali, anche l'antica comunità ebraica fiumana venne esclusa ed emarginata dalla vita cittadina.
In seguito all'invasione e lo smembramento della Jugoslavia da parte delle forze dell'Asse del 1941 la provincia di Fiume fu notevolmente allargata. Furono infatti annessi all'Italia la limitrofa cittadina Sussak, l'area del fiume Kupa le isole di Veglia e Arbe.
A partire dal 1940 la maggioranza della popolazione fiumana d'origine ebraica, insieme ai loro correligionari qui riparati dalla Jugoslavia, iniziò ad essere imprigionata e deportata in base alle leggi razziali fasciste, qui rigorosamente applicate dal prefetto Temistocle Testa. Nel 1942 si formarono, in particolare nelle aree del contado fiumano occupate l'anno precedente, le prime formazioni partigiane jugoslave. In risposta alle prime azioni della Resistenza le autorità militari italiane risposero con rastrellamenti nei villaggi e rappresaglie contro la popolazione croata del circondario. Il culmine della violenza venne raggiunto il 12 luglio 1942 quando nel borgo di Podhum, a 10 km da Fiume, gli italiani uccisero per rappresaglia oltre 110 civili. Per piegare la resistenza delle popolazioni slave venne poi aperto nella vicina isola di Arbe un campo di concentramento per civili che arriverà ad ospitare oltre 21.000 internati.

Dopo l'armistizio di Cassibile (3 settembre 1943), Fiume fu occupata dai tedeschi e inserita nella Zona d'operazioni del Litorale adriatico (OZAK): formalmente sotto la giurisdizione della Repubblica Sociale Italiana, il potere rimase sempre saldamente nelle mani dei tedeschi, a capo di un'amministrazione creata ad hoc con alla testa il Gauleiter Friedrich Rainer, che si avvaleva della collaborazione di una serie di funzionari italiani. Nel 1944 la città fu duramente bombardata dall'aviazione alleata che colpì ripetutamente l'area portuale e la città vecchia. Il 30 aprile 1944 i nazifascisti massacrarono circa 270 civili nel villaggio di Lippa, frazione del vicino comune di Mattuglie.

Stemma durante il dominio italiano della città, approvato il 26 aprile 1935[31]
Bandiera in uso durante il dominio italiano della città
Variante della Bandiera con lo stemma[32]

### L'annessione alla Jugoslavia
Il Litorale austriaco, poi ribattezzato Venezia Giulia, che fu assegnato all'Italia nel 1920 con il trattato di Rapallo (con ritocchi del suo confine nel 1924 dopo il trattato di Roma) e che fu poi ceduto alla Jugoslavia nel 1947 con i trattati di Parigi
     Aree annesse all'Italia nel 1920 e rimaste italiane anche dopo il 1947
     Aree annesse all'Italia nel 1920, passate al Territorio Libero di Trieste nel 1947 con i trattati di Parigi e assegnate definitivamente all'Italia nel 1975 con il trattato di Osimo
     Aree annesse all'Italia nel 1920, passate al Territorio Libero di Trieste nel 1947 con i trattati di Parigi e assegnate definitivamente alla Jugoslavia nel 1975 con il trattato di Osimo

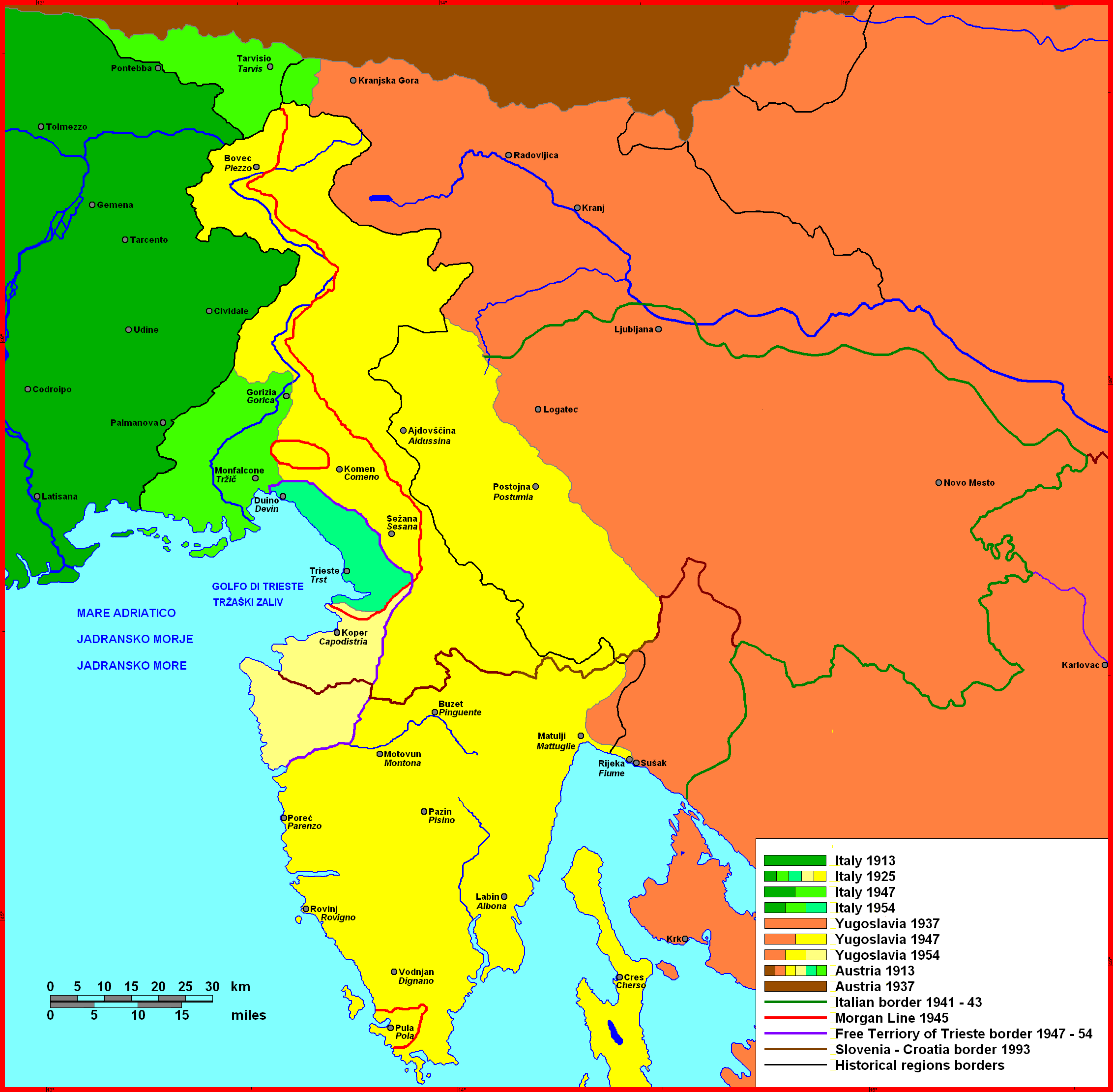
Modifiche al confine orientale italiano dal 1920 al 1975.
Il Litorale austriaco, poi ribattezzato Venezia Giulia, che fu assegnato all'Italia nel 1920 con il trattato di Rapallo (con ritocchi del suo confine nel 1924 dopo il trattato di Roma) e che fu poi ceduto alla Jugoslavia nel 1947 con i trattati di Parigi
Aree annesse all'Italia nel 1920 e rimaste italiane anche dopo il 1947
Aree annesse all'Italia nel 1920, passate al Territorio Libero di Trieste nel 1947 con i trattati di Parigi e assegnate definitivamente all'Italia nel 1975 con il trattato di Osimo
Aree annesse all'Italia nel 1920, passate al Territorio Libero di Trieste nel 1947 con i trattati di Parigi e assegnate definitivamente alla Jugoslavia nel 1975 con il trattato di Osimo

L'epilogo della seconda guerra mondiale vide ancora una volta il destino di Fiume determinato da una combinazione di forza e diplomazia. Le truppe jugoslave avanzarono ai primi di maggio del 1945 fino a Trieste, con Fiume che fu presa il 3 maggio, ma la cessione alla Jugoslavia fu formalizzata solo con i trattati di Parigi dalle forze alleate il 10 febbraio 1947.
Dal primo giorno dell'occupazione jugoslava, Fiume fu sottoposta a un regime di governo militare che si protrasse per quasi due anni. In questo periodo avvennero una serie di epurazioni e di omicidi mirati a eliminare non solo le personalità compromesse con il fascismo e con i tedeschi, ma anche ogni possibile oppositore al progetto di annessione della città alla Jugoslavia, nonché all'instaurazione di un regime marxista ispirato apertamente all'Unione Sovietica di Stalin.
Vennero perciò giustiziati sia alcuni vecchi podestà fascisti (Riccardo Gigante, Carlo Colussi, Gino Sirola), sia i capi del Movimento Autonomista Liburnico (Nevio Skull, Mario Blasich, Giuseppe Sincich e altri). In quest'ultimo caso vennero tutti apertamente accusati dai comunisti jugoslavi di filofascismo, attendismo e attività antipopolari sebbene alcuni di essi fossero notoriamente antifascisti.
Fra i giustiziati dagli jugoslavi – all'incirca seicento – vi furono anche l'ebreo antifascista reduce da Dachau Angelo Adam, membro del CLN fiumano e trucidato con la moglie e la figlia diciassettenne, l'altro membro del CLN Matteo Blasich – che secondo gli jugoslavi si sarebbe ucciso nella soffitta di una palazzina sede dell'OZNA (la polizia segreta comunista jugoslava) per sottrarsi ad un arresto per furto – come pure il dirigente comunista fiumano Rodolfo Moncilli, ucciso dall'OZNA nell'ambito del tentativo del Partito Comunista Croato di annientare il Partito Comunista Fiumano.
La stragrande maggioranza della popolazione italiana di Fiume fuggì dalla città fra il maggio del 1945 e il 1948. Alla fine degli anni quaranta Fiume venne ripopolata massicciamente con abitanti provenienti dalle più disparate regioni della nuova Jugoslavia di Tito. Il primo decennio del dopoguerra fu molto difficile: le distruzioni operate dai tedeschi si accompagnarono alla scomparsa dell'imprenditoria e del commercio privato, attività in massima parte in mano agli italiani ed espropriate seguendo i principi del marxismo. Fiume fu quindi oggetto di un processo di croatizzazione.
Nello stesso tempo, si susseguirono continui processi epurativi fra le maestranze e gli uffici pubblici, decisi per i più disparati motivi allo scopo di rafforzare il potere del nuovo regime ma aventi l'effetto di distruggere completamente le basi economiche private e quindi la possibilità di permanenza della popolazione italiana, orientata per la maggioranza verso il libero mercato, con un'oggettiva volontà di estirpare questa storica etnia da Fiume.

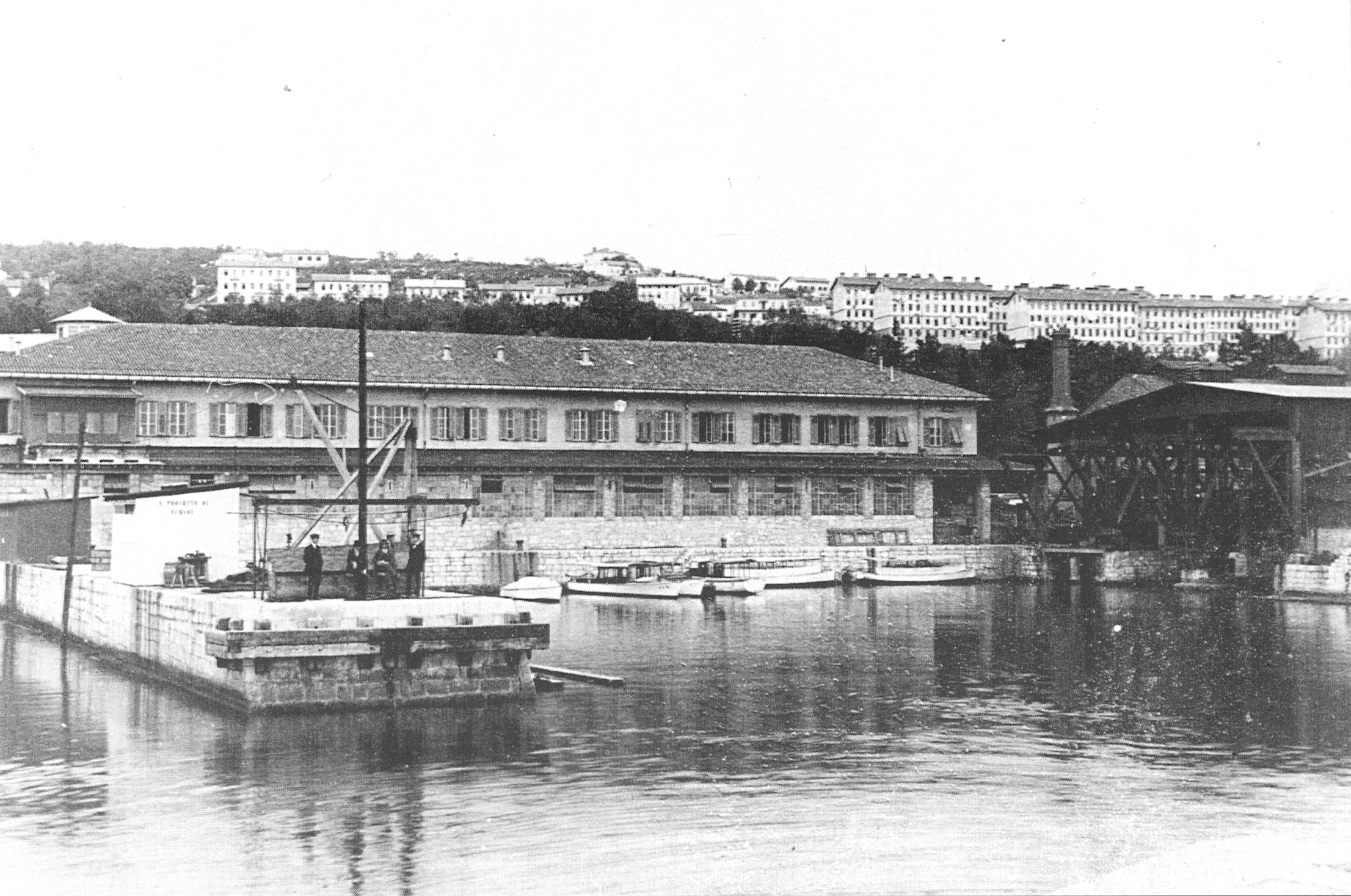
Il silurificio del cantiere navale di Fiume all'epoca dell'esodo dei cantierini monfalconesi

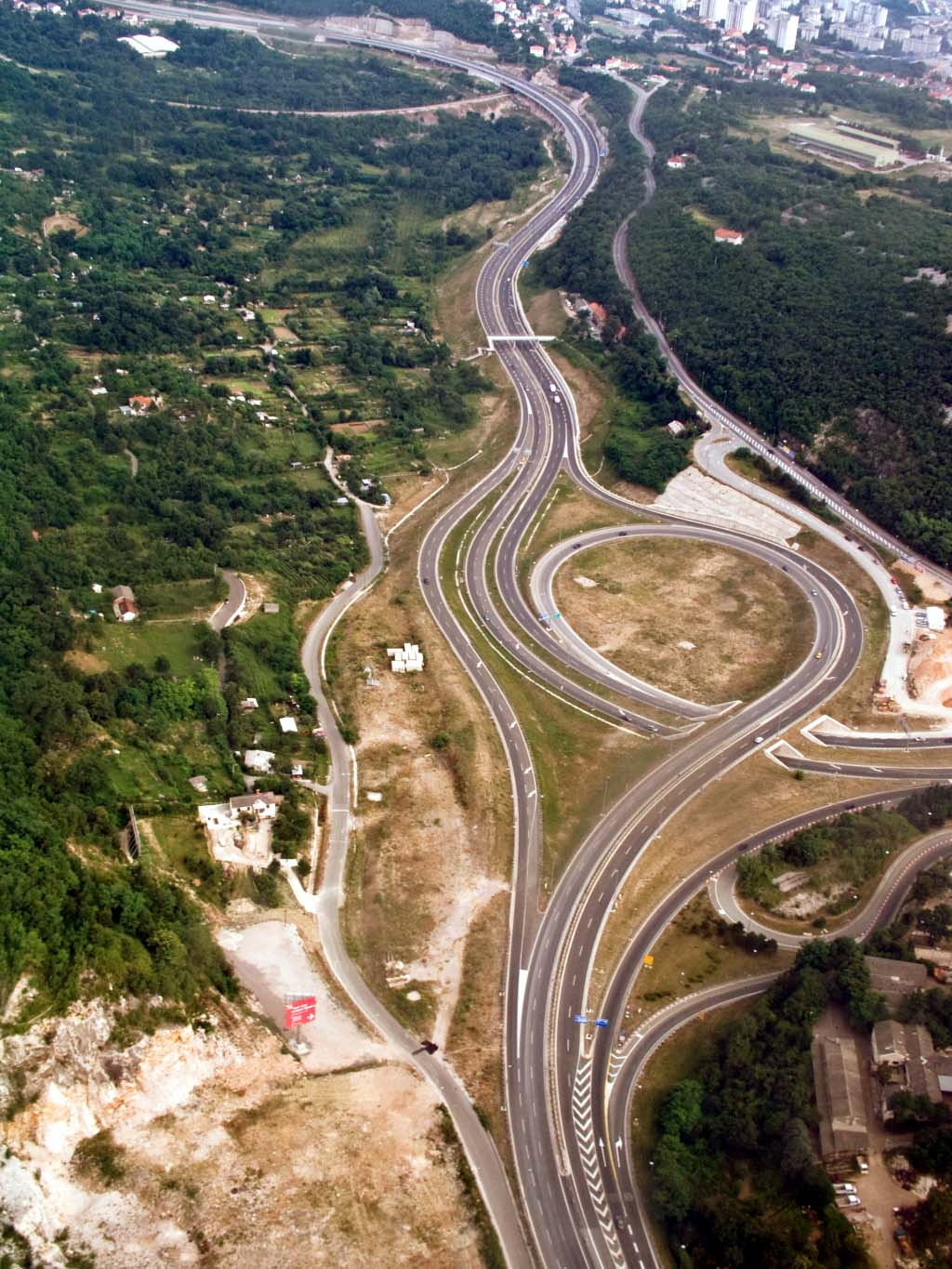
Svicolo di Orehovica dell'autostrada A6 croata presso Fiume

Tutto ciò causò un blocco quasi totale delle attività, cui si cercò di ovviare anche col trasferimento a Fiume di gruppi di operai specializzati italiani di Monfalcone fedeli al Partito Comunista Italiano e all'Unione Sovietica di Stalin, attratti dal progetto di edificazione di una società ispirata ai principi marxisti. I "monfalconesi", così vennero chiamati, furono in seguito perseguitati dall'apparato jugoslavo dopo la rottura politica tra Tito e Stalin, che avvenne nel 1948: diversi furono deportati nell'isola-gulag jugoslava di Goli Otok (Isola Calva), molti rientrarono più o meno clandestinamente in Italia o fuggirono in altri Stati del blocco sovietico o anche – in misura minore – in altre regioni della Jugoslavia. Tale fenomeno migratorio è conosciuto come "esodo dei cantierini monfalconesi". All'inizio degli anni sessanta la città ritrovò poi lo slancio economico, seguendo le sorti del porto, che diventò il maggiore scalo jugoslavo.
A Fiume, durante la fase più acuta della questione triestina, ovvero della contesa sui territori della Venezia Giulia tra l'Italia e la Jugoslavia nella parte finale della seconda guerra mondiale e durante il successivo dopoguerra, come prosieguo di un comizio anti italiano, vennero prese d'assalto e poi distrutte da una folla inferocita tutte le insegne in lingua italiana dei negozi, delle scuole e delle vie cittadine nel corso di manifestazioni di piazza avvenute tra il 9 e il 10 ottobre 1953: fu la fine del plurisecolare uso pubblico della lingua italiana nella città di Fiume.

### Fiume nella Croazia indipendente
Nel giugno 1991, in seguito alla disgregazione della Jugoslavia, Fiume resta a far parte della neonata repubblica croata. La città dovette sopportare nuovamente le difficili condizioni derivanti dalla crisi economica dovuta dalla politica della "privatizzazione" del nuovo regime nazionalista, e il porto e l'industria di Fiume ne subì i peggiori contraccolpi: in un decennio sono perduti 30.000 posti di lavoro, e la popolazione scese di quasi 40.000 unità. Solo dopo che le condizioni politiche interne e internazionali resero la situazione più favorevole, la strategica posizione geografica della città permise a Fiume di cominciare a riprendere il suo ruolo di porto del passato. Nel 2008 viene finalmente terminato il collegamento autostradale con Zagabria iniziato già nel 1971; i rari progetti di sviluppo intrapresi dalla Croazia non sono però stati volano di una crescita dell'economia fiumana.

### Simboli
Il simbolo più celebre di Fiume è l'aquila bicipite, che è riportata sia sullo stemma che sulla bandiera della città. L'aquila bicipite, che è un simbolo storico anche della Casa d'Asburgo, è stata concessa nel 1659 dall'imperatore Leopoldo I d'Asburgo. Fu poi scolpita e collocata anche sulla sommità della Torre Civica. Quest'ultima ebbe una storia travagliata perché fu decapitata nel 1919 dagli Arditi di Gabriele D'Annunzio durante l'impresa di Fiume.

Lo stemma del comune di Fiume, con al centro l'aquila bicipite

Successivamente ricostruita, l'aquila bicipite collocata sulla Torre civica fu tolta nel 1949 dai comunisti di Tito perché simbolo dell'Impero austro-ungarico e poi del regime fascista italiano. È stata ricollocata sulla sommità della Torre civica nel 2017 dopo la decisione del consiglio comunale di Fiume, grazie a un iter durato dieci anni. La nuova statua dell'aquila bicipite è più piccola e leggera di quella originaria per non gravare troppo sulla struttura portante della Torre civica.

### Ricorrenze
- 15 giugno: festa di san Vito, santo patrono della città;
- 6 giugno 1659: l'imperatore Leopoldo I d'Asburgo conferisce a Fiume il diritto di fregiarsi del simbolo dell'aquila bicipite (simbolo araldico di Casa d'Asburgo) come stemma cittadino;
- 23 aprile 1779: l'imperatrice Maria Teresa d'Austria conferisce a Fiume lo status di corpus separatum;
- 12 novembre 1920: viene proclamato lo Stato libero di Fiume. La sua bandiera venne issata davanti alla sede della Società delle Nazioni;
- 24 gennaio 1924: in base agli accordi di Roma Fiume viene annessa al Regno d'Italia, perdendo alcune parti del suo territorio comunale a favore del neonato Stato jugoslavo;
- 3 maggio 1945: i partigiani jugoslavi occupano Fiume;
- 10 febbraio 1947: la città viene definitivamente ceduta e annessa alla Jugoslavia. Fiume e Sussak vengono fuse in un'unica città: l'odierna Fiume.

## Monumenti e luoghi d'interesse

### Architetture religiose

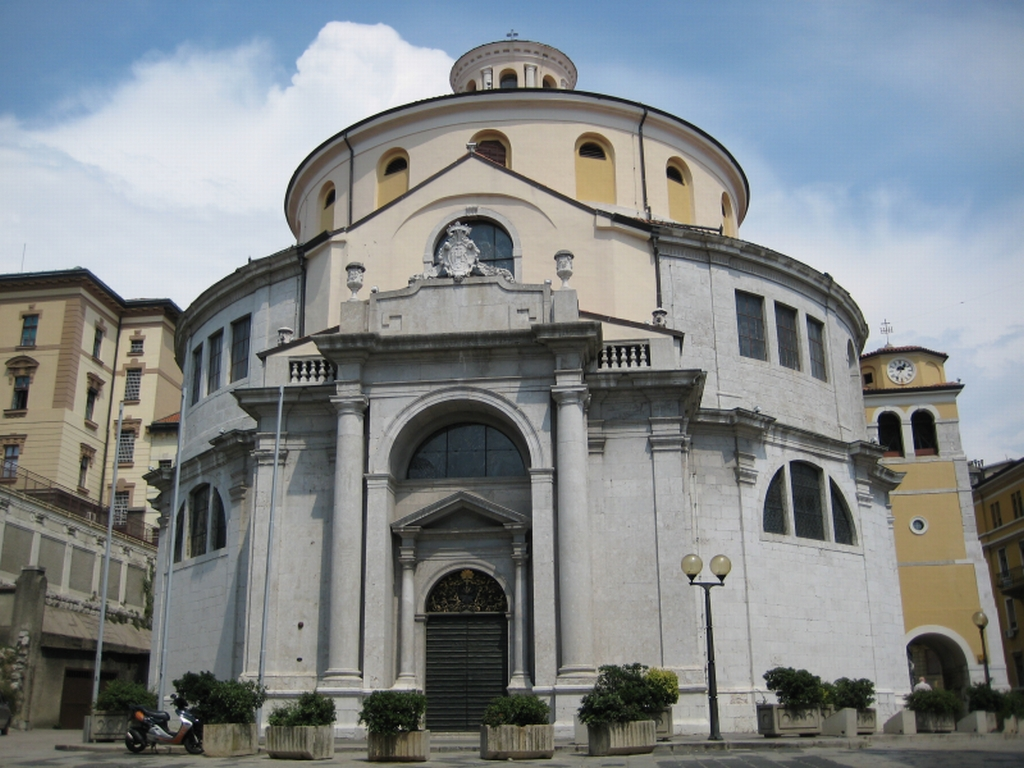
La cattedrale di San Vito.

L'edificio religioso più importante di Fiume è la Cattedrale di San Vito, che è la chiesa più importante per la comunità cattolica locale nonché la sede dell'arcidiocesi di Fiume. La chiesa originale di San Vito era nel Medioevo una piccola chiesa romanica con abside semicircolare dietro l'altare. Con l'arrivo dei gesuiti a Fiume, nel 1638 hanno avuto inizio i lavori per la costruzione della cattedrale così come oggi la conosciamo. L'edizione si protrasse per quasi cento anni, fino al 1727, con la realizzazione della cupola sul modello della Basilica veneziana di Santa Maria della Salute e la realizzazione di un basso campanile.

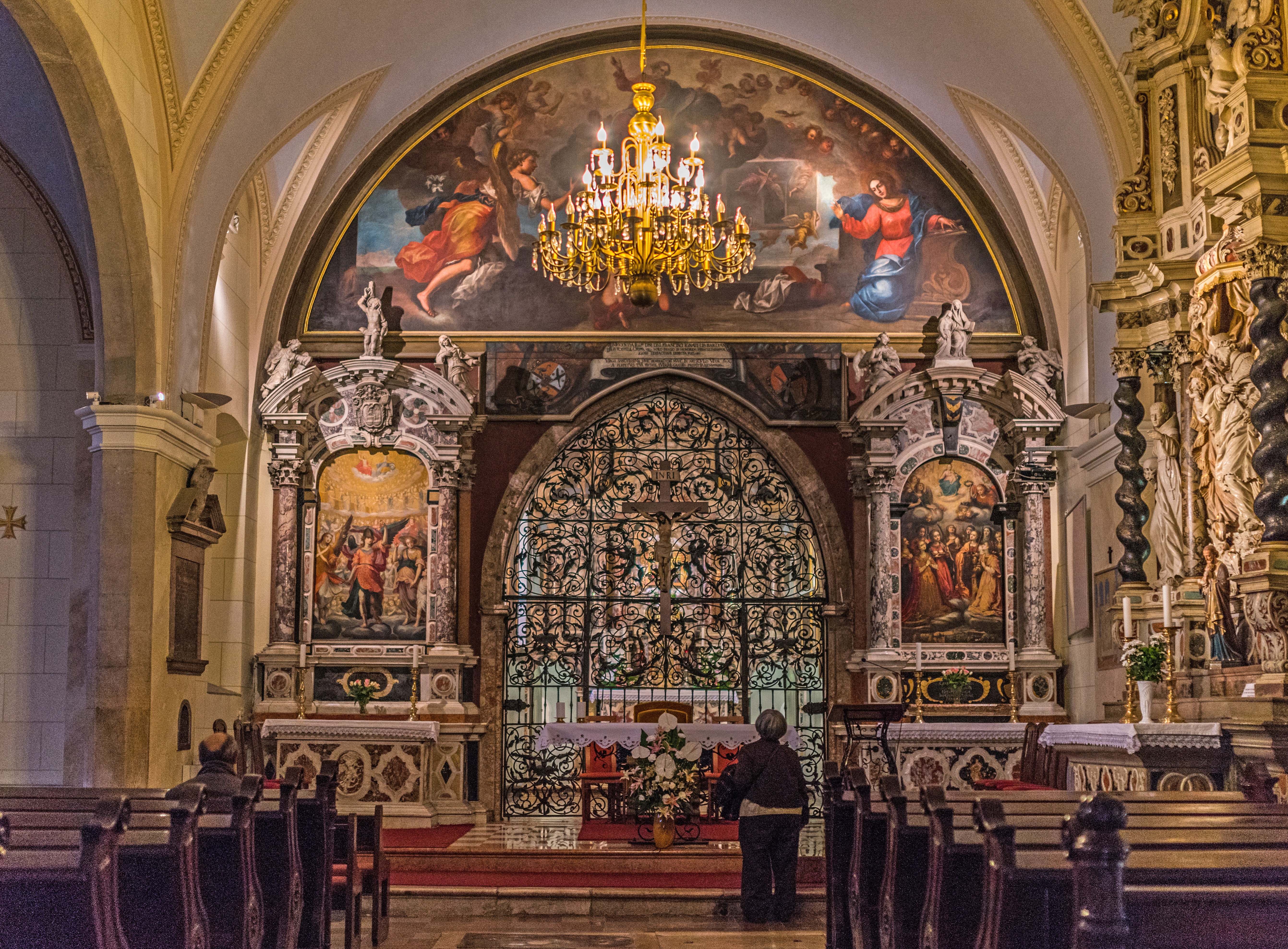
Veduta dell'interno della Basilica della Madonna del Tersatto.

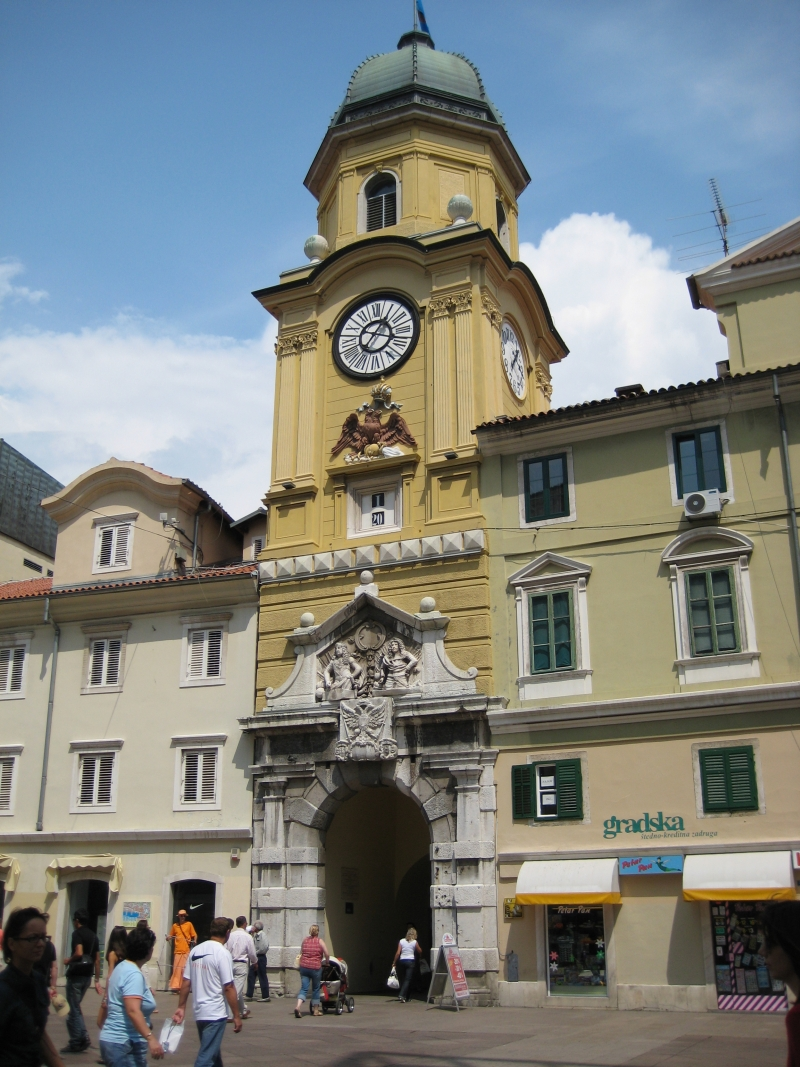
La Torre Civica. Al centro, sotto l'orologio, si può notare la statua dell'aquila bicipite, storico simbolo della città

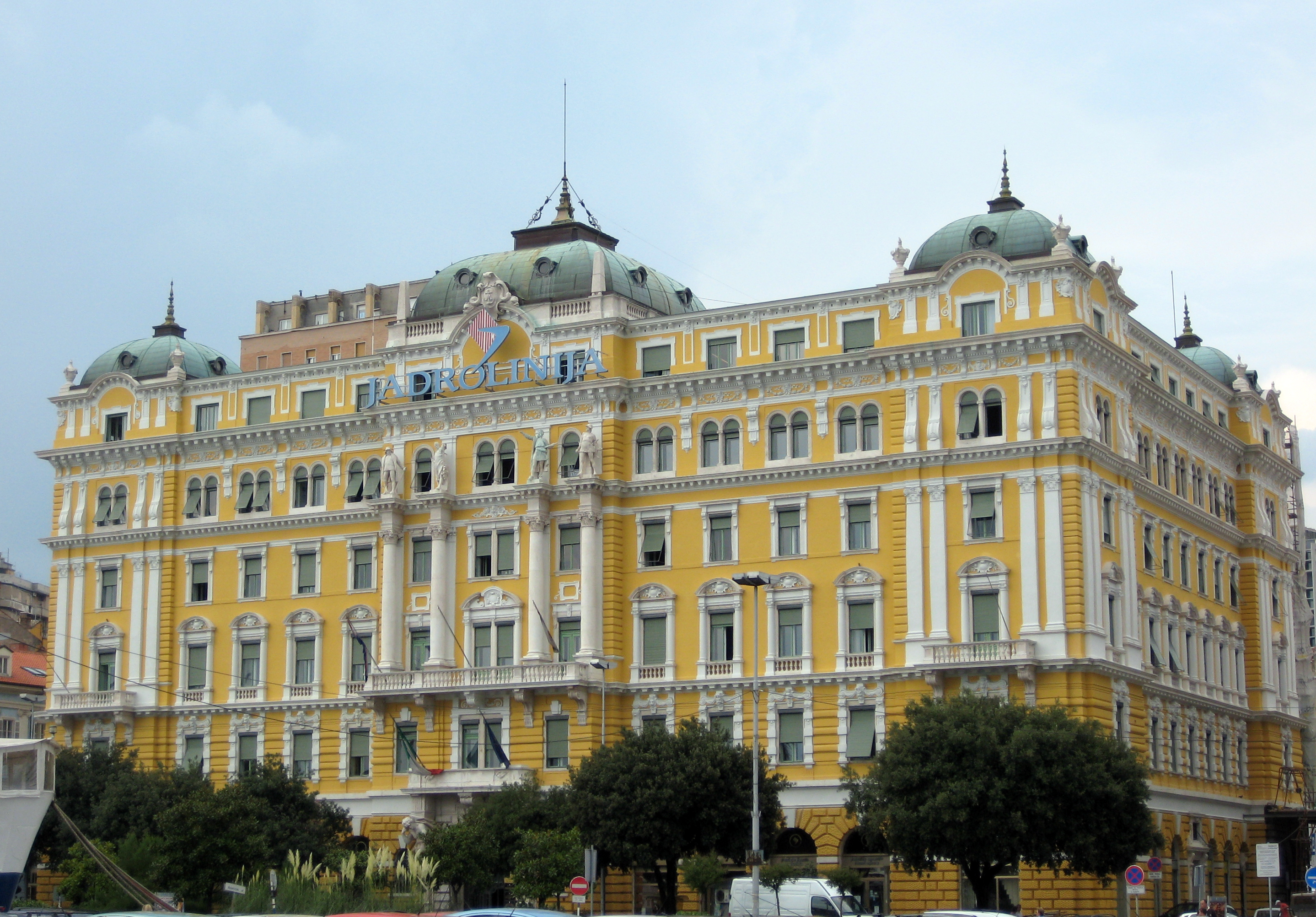
Palazzo Adria

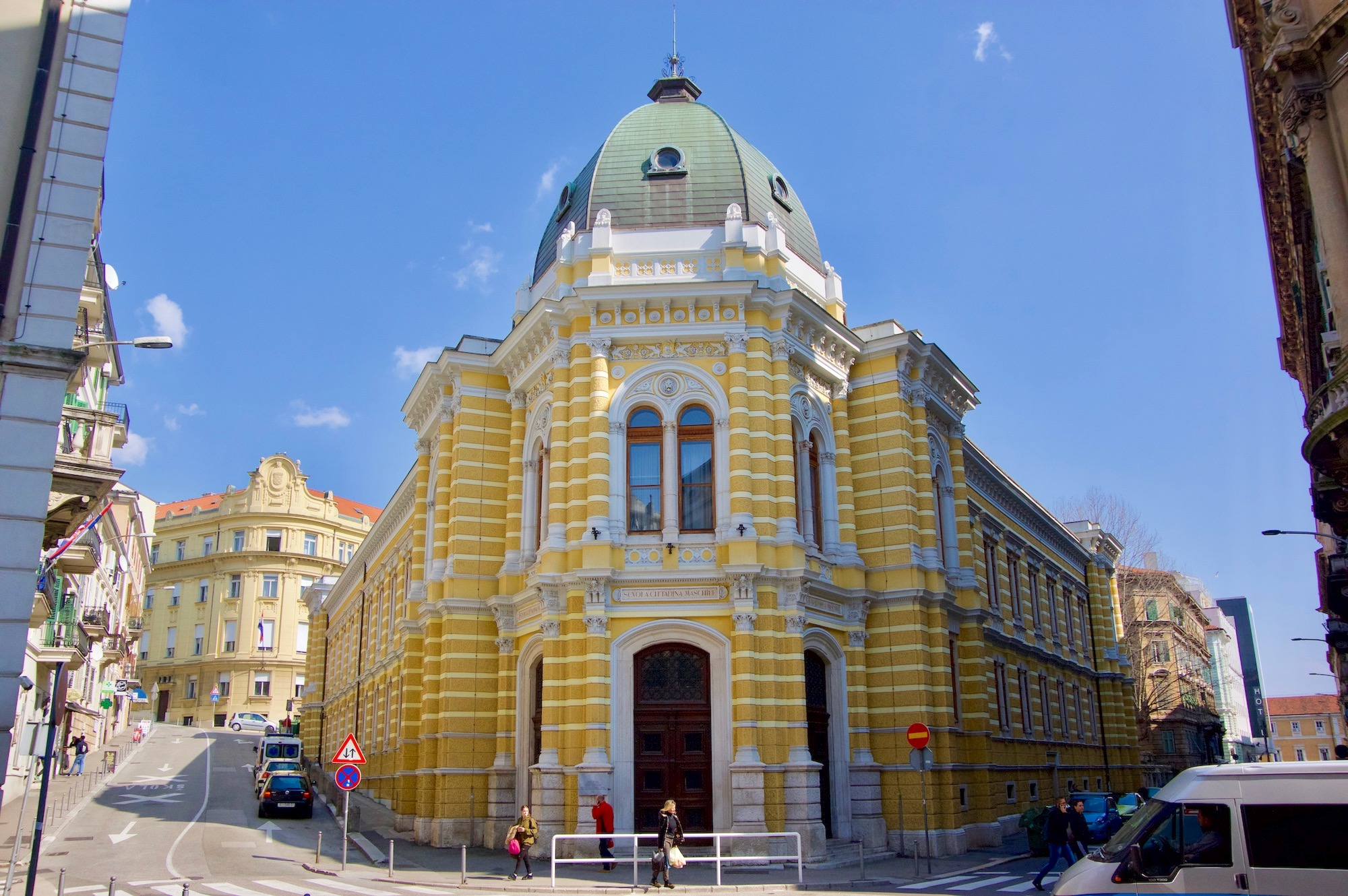
Palazzo della Scuola media superiore italiana di Fiume

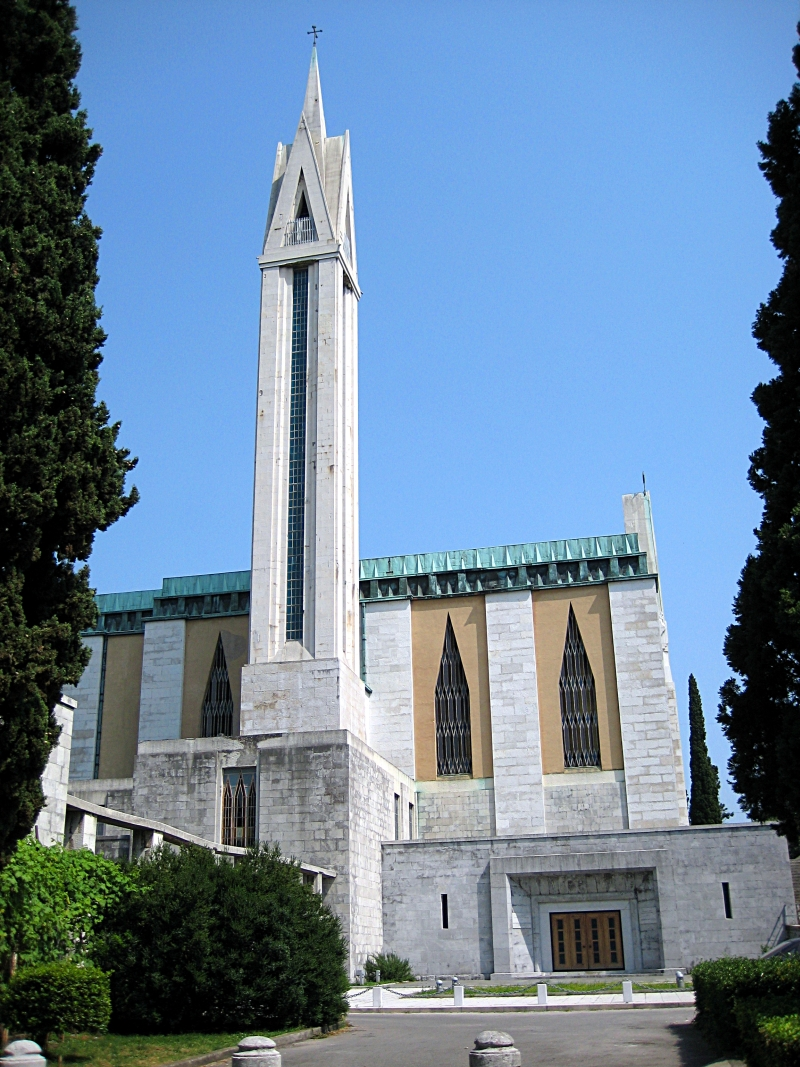
Cimitero monumentale di Cosala

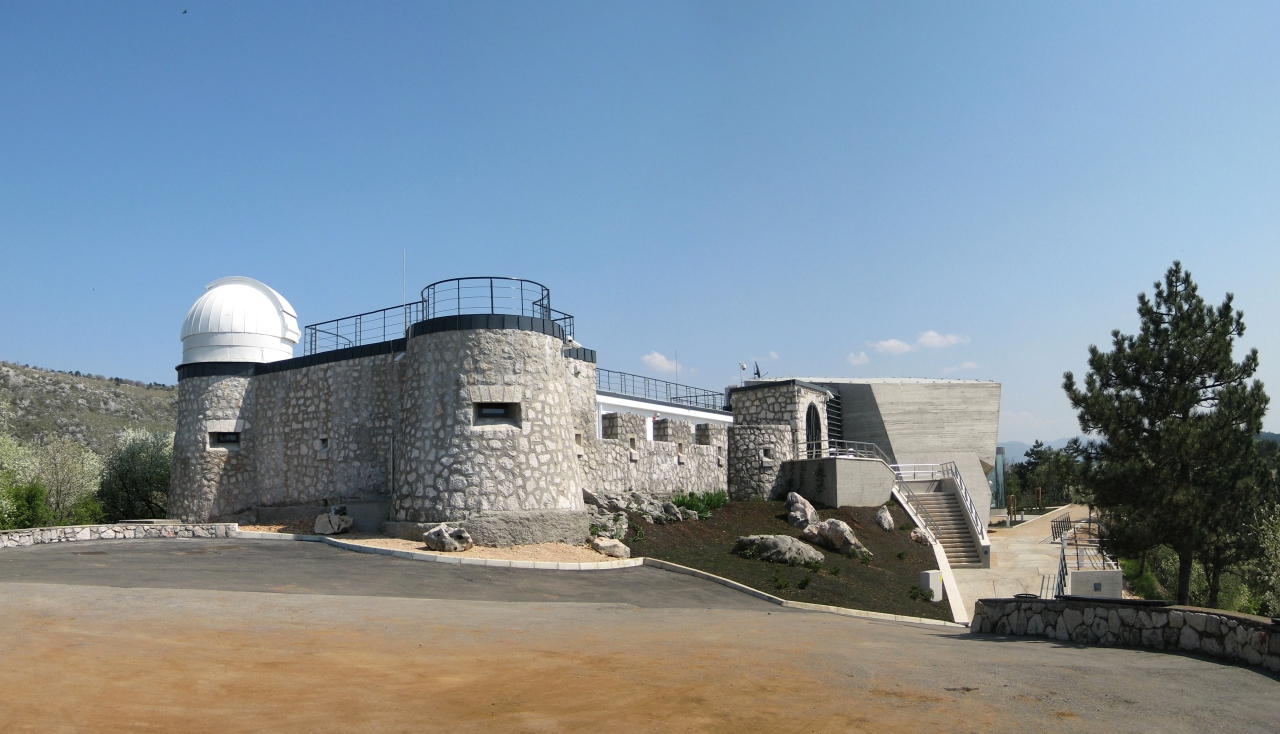
Il centro astronomico di Fiume

La basilica della Madonna del Tersatto è un santuario mariano che sorge a Tersatto. Legata alla celebre basilica della Santa Casa di Loreto, dal 1930 è basilica minore. Realizzata dai principi dei Frangipani come semplice cappella e poi, nel 1431, trasformata in una chiesa con un monastero francescano. La chiesa fu ripetutamente ampliata fino al 1824. È considerata la chiesa più antica della Croazia e il più antico santuario mariano del Paese.
Nel centro di Fiume si trovano anche la chiesa di Santa Maria Assunta, la chiesa di San Sebastiano, la chiesa dei Cappuccini e la chiesa di San Girolamo. Da segnalare anche la presenza chiesa ortodossa di San Nicola, costruita dalla comunità serba alla fine del XVIII secolo.
Degne di nota sono anche la sinagoga ortodossa di Fiume, che fu costruita nel 1930 (quando Fiume era parte dell'Italia) in stile moderno. È una delle poche sinagoghe in territorio croato ad essere sopravvissuta alle distruzioni del periodo nazista. La sinagoga ortodossa di Fiume fu costruita per soddisfare le necessità degli ebrei ortodossi che a Fiume erano in minoranza nei confronti della restante parte della comunità ebraica, che si riuniva invece nella maestosa sinagoga grande di Fiume (edificata nel 1903 e distrutta dai nazisti nel 1944)..
La moschea di Fiume, ufficialmente chiamata Centro islamico di Fiume, è una moschea costruita tra il 2009 e il 2013 lungo l'autostrada A7 croata nella frazione di Zamet Superiore. Serve oltre 9.000 fedeli, principalmente immigrati bosniaci e albanesi che vivono o lavorano nella contea di Fiume o, più genericamente, nella Regione litoraneo-montana. Si tratta della terza moschea costruita in Croazia, dopo quelle di Gunja (inaugurata nel 1969) e di Zagabria (aperta nel 1987).
Il cimitero monumentale di Cosala, ufficialmente noto come cimitero cittadino di Cosala, è il maggiore luogo di sepoltura della città e uno dei più importanti cimiteri della Croazia. È situato nel rione di Cosala (Kozala) presso la foce del fiume Eneo nel golfo del Quarnero. Le origini del cimitero risalgono al 1781 quando il primo appezzamento di terra destinato alla costruzione del cimitero, un orto di proprietà di Francesco Saverio Zuzulich venne acquistato dal comune di Fiume. L'inaugurazione ufficiale del cimitero avvenne il 1º dicembre 1838. Nel cimitero sono presenti mausolei e tombe di diversi stili, dal neogotico allo stile liberty, dallo storicismo al neoclassicismo.

### Architetture civili
Il Palazzo Adria è uno storico edificio affacciato sul mare già sede della Società anonima di navigazione marittima "Adria", che nacque nel 1882 per poi confluire nel 1947 nella compagnia di navigazione Jadrolinija. Il palazzo fu costruito nel 1897 per la compagnia di navigazione marittima ungherese "Adria" venne croatizzato in "Jadran" dopo la seconda guerra mondiale. La sua facciata monumentale domina l'intero porto di Fiume, mentre l'altra dà su piazza Adria.
Altro edificio civile degno di nota è il palazzo della Scuola media superiore italiana di Fiume, che è una scuola pubblica per gli italiani di Croazia istituita nel 1888. Altre architetture civili importanti di Fiume sono il palazzo del Municipio (ex sede del Banco di Roma), il palazzo dell'archivio di Stato, il palazzo Modello, il palazzo del Governatore, il palazzo di Giustizia, il palazzo Ploech, il palazzo della Filodrammatica, il palazzo Baccich, Casa Albori, la Casa Veneziana, la Casa Turca, il Palazzo delle Poste Centrali e la Casa Rinaldi.

### Altri luoghi
Altre architetture a Fiume degne di nota sono:
- Torre Civica, è uno dei simboli più emblematici della città;
- Arco romano;
- Mercati centrali;
- Resti delle mura civiche;
- Ruderi dei mulini lungo il corso dell'Eneo;
- I due grattacieli costruiti nel 1939, esempi di architettura razionalista [43]
- Rampa di lancio dell'ex silurificio.
- Tunnel di Rijeka, noto anche come TunelRi: è un tunnel pedonale situato nel centro della città. Fu scavato dall'esercito italiano a partire dal 1939; usato sino al 1942, aveva lo scopo di proteggere la popolazione dai bombardamenti. È stato ristrutturato e aperto al pubblico nel maggio del 2017.

## Società

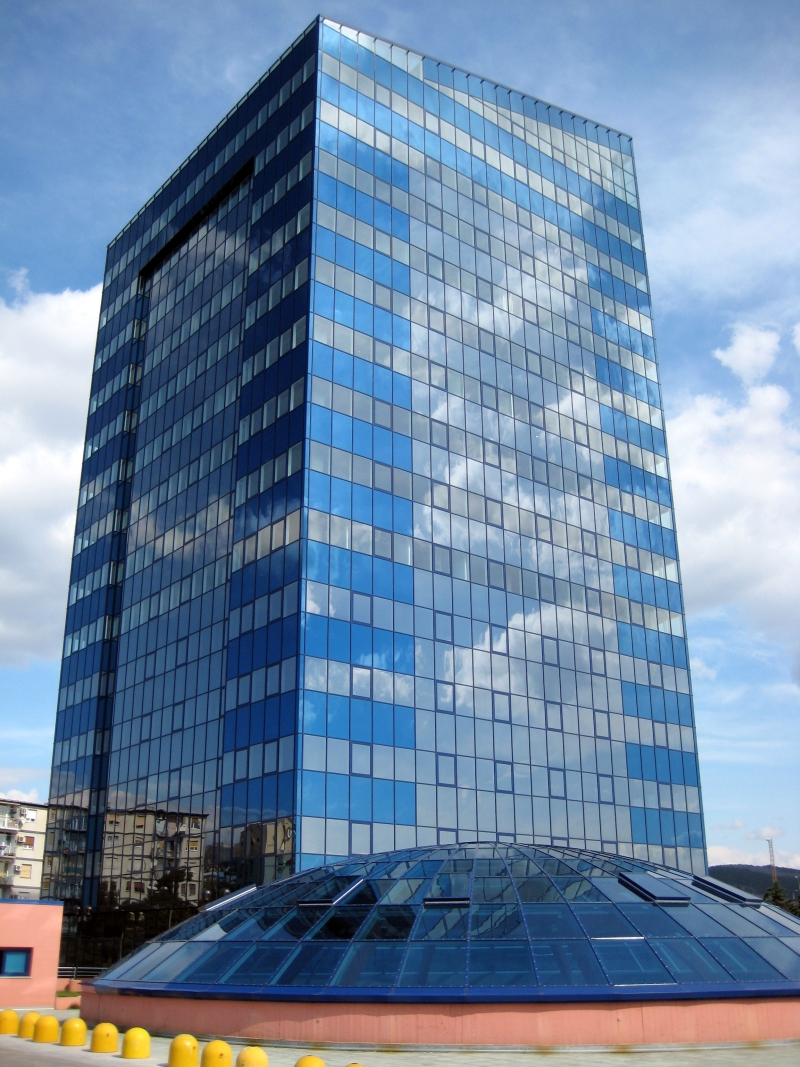
Tower centar a Fiume

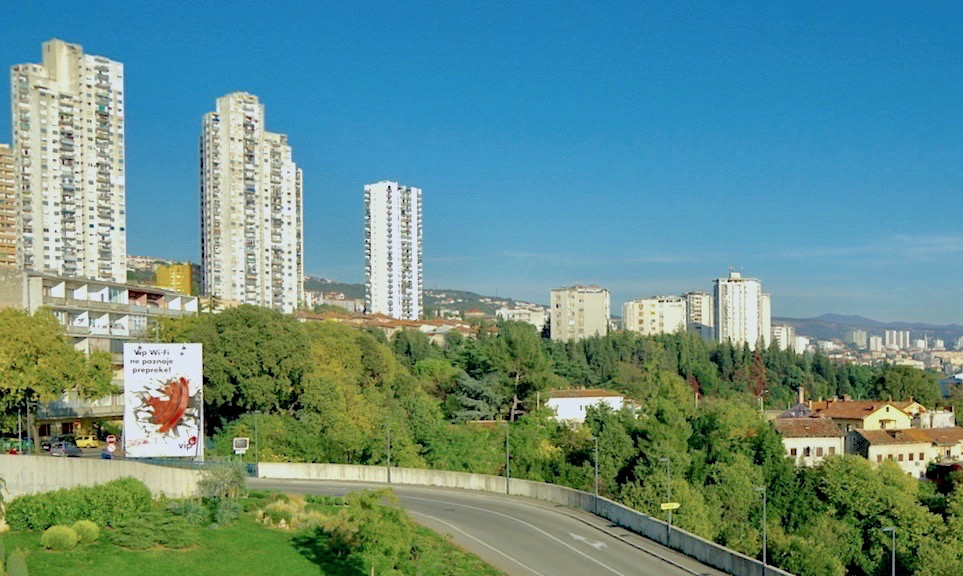
Grattacieli di espansione edilizia a Fiume

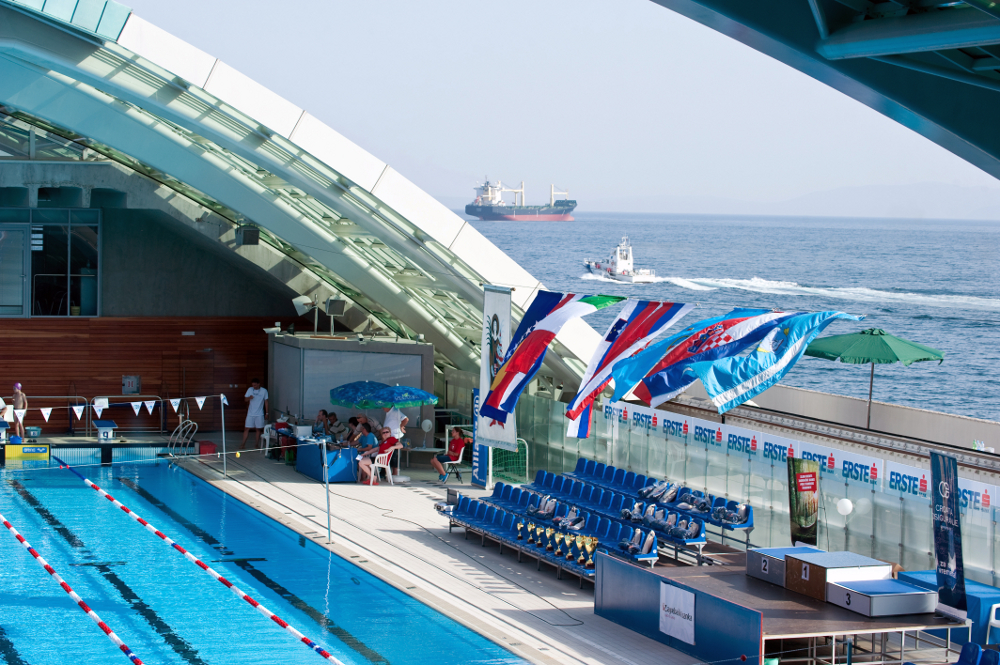
La piscina Kantrida a Fiume, sede dei Campionati europei di nuoto in vasca corta 2008

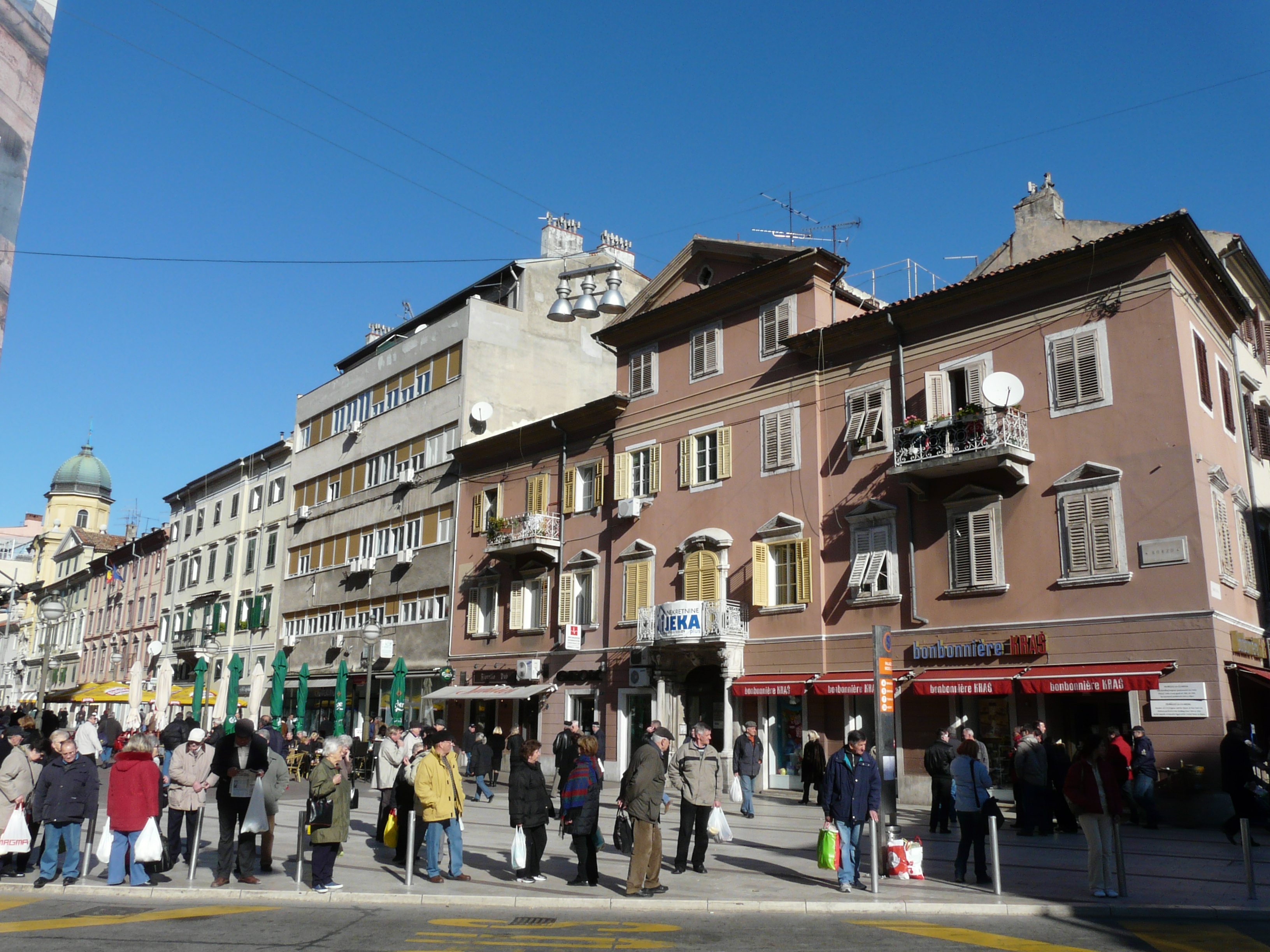
Il Corso (Korzo in lingua croata), strada principale della città

### Evoluzione demografica
Abitanti censiti (migliaia):

Seguono due tabelle che mostrano le popolazioni della città e dell'area urbana:
| Anno | Città   | Municipalità | Area urbana | Area metropolitana |
| ---- | ------- | ------------ | ----------- | ------------------ |
| 2011 | 128 624 | 185 125      | 213 666     | 245 054            |
| 2001 | 144 043 | 191 647      | 220 538     | 252 933            |
| 1991 | 165 904 | 206 229      | 236 028     | 268 016            |
| 1981 | 158 226 | 193 044      | 222 318     | 251 768            |

|                    | Popolazione | Area (km2) | Densità |
| Città              | 128 624     | 44         | 2 923   |
| Ex-municipalità    | 56 501      | 473        | 119     |
| Subtotale          | 185 125     | 517        | 358     |
| Area urbana        | 28 541      | 308        | 93      |
| Subtotale          | 213 666     | 825        | 259     |
| Area metropolitana | 31 388      | 840        | 37      |
| Totale             | 245 054     | 1 665      | 147     |

- Ex-municipalità: consiste nei comuni limitrofi un tempo uniti alla città di Fiume, che sono stati divisi nel 1995. Le ex municipalità comprendono i comuni di Castua, San Mattia, Clana, Costrena, Zaule del Carnaro, Gellegne, Buccari e Porto Re
- Area urbana: consiste nell'area adiacente ai confini delle ex municipalità. Comprende i comuni di Abbazia, Laurana, Draga di Moschiena e Mattuglie.
- Area metropolitana: consiste nell'area di espansione urbanistica. Comprende i comuni di Cirquenizza, Novi, Valdivino, Loque, Fusine, Delnizza e Castelmuschio, che gravitano tutti intorno alla città di Fiume.

### Etnie e minoranze straniere
Al censimento del 2001, la maggioranza della popolazione di Fiume si dichiarò croata per l'80,39%. Solo l'1,92% (2 763 persone) della popolazione si dichiarò di nazionalità italiana, sebbene gli iscritti alla locale comunità italiana fossero ancora oltre 7 000. I serbi rappresentavano il 6,21% dei residenti, l'1,46% si dichiarava "altro", mentre gli indecisi erano il 5,05%. Altri gruppi nazionali rilevanti erano i bosniaci di tradizione musulmana (1,37%) e gli sloveni (1,09%). Erano presenti altri gruppi etnici, che però avevano una consistenza esigua.
Secondo il censimento del 2011, invece, la città di Fiume ha raggiunto una popolazione di 128 624 abitanti, di cui:
- Croati: 106 136 (82,52%);
- Serbi: 8 446 (6,57%);
- Bosniaci: 2 650 (2,06%);
- Italiani: 2 445 (1,90%);
- Sloveni: 1 090 (0,85%);
- Altri gruppi: 7 857 (3,10%).

### La presenza autoctona di italiani
(Boris Gombač, Atlante storico dell'Adriatico orientale, Bandecchi & Vivaldi Editori, Pontedera 2007)

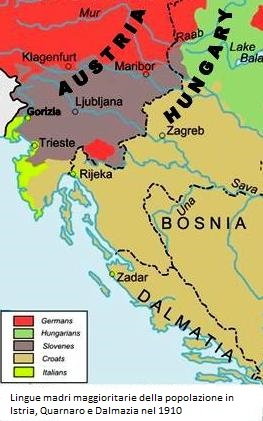
Lingue madri maggioritarie della popolazione in Istria, Quarnaro e Dalmazia nel 1910

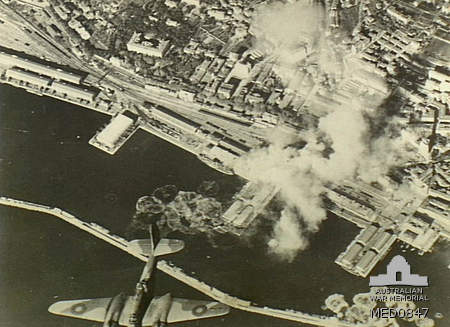
Bombardamenti aerei su Fiume nel 1944 da parte di aerei della RAF. Particolarmente colpito fu il cantiere navale di Fiume. Le violenze della guerra furono una delle cause che portarono all'esodo dei fiumani italiani

A Fiume gli italiani autoctoni erano la maggioranza relativa nel comune (48,61% nel 1910, prima della sua annessione all'Italia), e oltre alla cospicua comunità croata (25,95% nello stesso anno), vi era anche una discreta minoranza ungherese (13,03%). Gli italiani a Fiume salirono, nel 1925, un anno dopo la sua annessione all'Italia, al 70,7% della popolazione totale.
Fino al termine della seconda guerra mondiale la popolazione italiana era ancora l'etnia maggioritaria a Fiume. Dopo la fine delle ostilità in gran parte emigrò in seguito all'esodo giuliano dalmata, sparpagliandosi in tutta Italia (soprattutto a Trieste, Venezia, Ancona, Roma, Genova: a Roma, in particolare, per ospitarli, fu creato un quartiere ad hoc, il quartiere Giuliano-Dalmata) e oltre oceano (Australia, Canada, Argentina, Brasile, Uruguay, Stati Uniti d'America).
Tra gli esuli fiumani celebri sono degni di nota il linguista Giovanni Frau, il politico Leo Valiani, gli atleti Abdon Pamich (marciatore), Ezio Loik, Antonio Vojak, Rodolfo Volk, i fratelli Mario e Giovanni Varglien, Marcello Mihalic e Giovanni Udovicich (calciatori), Gianni Cucelli e Orlando Sirola (tennisti), la regista Luciana d'Asnasch Veschi, la scrittrice Marisa Madieri, il poeta Valentino Zeichen, il giurista Danilo Zolo, lo scrittore e storico Amleto Ballarini, i narratori Osvaldo Ramous e Diego Zandel (nato in un campo profughi da genitori fiumani), lo scrittore e politico Sergio Travaglia.
A cavallo tra il 1946 e il 1948 Fiume fu la città maggiormente interessata dall'arrivo, nella Jugoslavia di Tito, di alcune migliaia di emigranti italiani, perlopiù lavoratori del cantiere navale di Fiume e del cantiere navale di Pola, che vi si trasferirono principalmente per motivazioni ideali e politiche, contribuendo come operai specializzati e tecnici al rilancio del cantiere navale fiumano, che fu dedicato al 3 maggio (3 Maj), data che ricorda il 3 maggio 1945, in cui Fiume venne occupata dalle truppe partigiane di Tito.

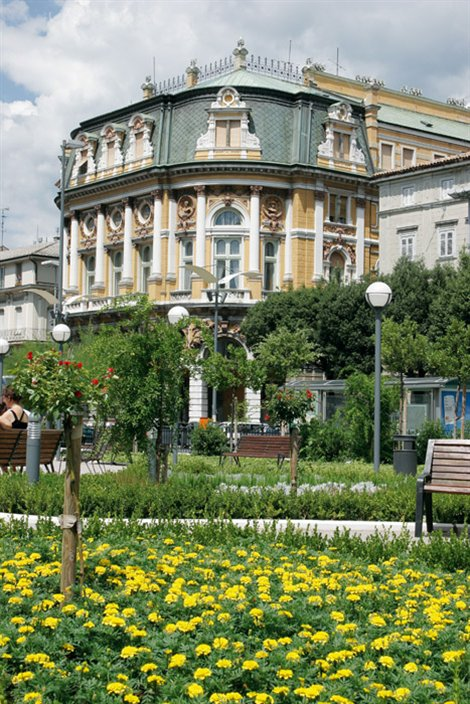
Palazzo Modello, dal 1991 sede della sezione di Fiume dell'Unione Italiana

Oggi la Comunità degli Italiani di Fiume (CI di Fiume) conta 7 360 iscritti e ha sede nell'antico Palazzo Modello (un edificio monumentale, che in origine era la sede del Circolo degli ufficiali della Marina austroungarica e poi sede della Regia Marina italiana), a qualche centinaio di metri dalla torre civica di Fiume, uno dei simboli storici della città. Lo storico sodalizio aderisce all'Unione Italiana.
Secondo il censimento croato del 2011 gli italiani di Fiume erano 2 445, ossia l'1,9% della popolazione fiumana (128 624 abitanti), mentre 2 276 (1,77%) dichiaravano d'essere di madrelingua italiana. Fra gli italiani del secondo dopoguerra che decisero di trasferirsi o di rimanere a Fiume per motivi politici e ideali sono da ricordare l'artista Romolo Venucci, l'artista e critica d'arte Erna Toncinich, e gli scrittori Lucifero Martini e Giacomo Scotti.
A Fiume ha sede pure la casa editrice EDIT, proprietaria del quotidiano in lingua italiana La Voce del Popolo, del quindicinale Panorama, del periodico per ragazzi Arcobaleno (ex Il Pioniere) e della rivista culturale Battana, che prende il nome dell'omonimo natante tradizionale veneto. L'EDIT pubblica i libri di testo destinati alle scuole italiane di Croazia e Slovenia nonché libri (quasi esclusivamente scritti in lingua italiana o nei dialetti locali della lingua veneta) di autori italiani residenti in Croazia e Slovenia.
A Fiume esistono quattro scuole primarie che coprono anche l'istruzione primaria di primo grado (corrispondente agli otto anni dell'obbligo scolastico) e una scuola secondaria di secondo grado. Per quanto riguarda l'istruzione primaria e secondaria di primo grado, a Fiume sono presenti la SEI Dolac, la SEI San Nicolò (ex Mario Gennari), la SEI Gelsi, la SEI Belvedere e, per quanto infine concerne l'istruzione secondaria di secondo grado, l'SMSI di Fiume (conosciuta da tutti in città con il nome di Liceo).
Alla SMSI gli alunni possono scegliere quattro indirizzi di studio: ginnasio generale, ginnasio matematico-scientifico, indirizzo alberghiero-turistico (tutti corsi quadriennali) o scuola commerciale (corso triennale). Presso le scuole italiane le lezioni di tutte le materie, con l'eccezione della lingua croata, vengono svolte in lingua italiana. Nell'ambito dell'insegnamento della lingua inglese le traduzioni vengono fatte dall'inglese all'italiano e viceversa (la stessa prassi vale anche nel caso dell'insegnamento del francese, del tedesco e del latino).
Nel 2003 papa Giovanni Paolo II durante la sua terza visita pastorale in Croazia (si trattò del suo centesimo viaggio all'estero), si fermò anche a Fiume. Durante la celebrazione della messa svoltasi nell'ampio piazzale del Delta (tra il Canale morto e il fiume Eneo), il papa si rivolse alla comunità autoctona italiana usando l'italiano.

### Lingue e dialetti

#### Descrizione

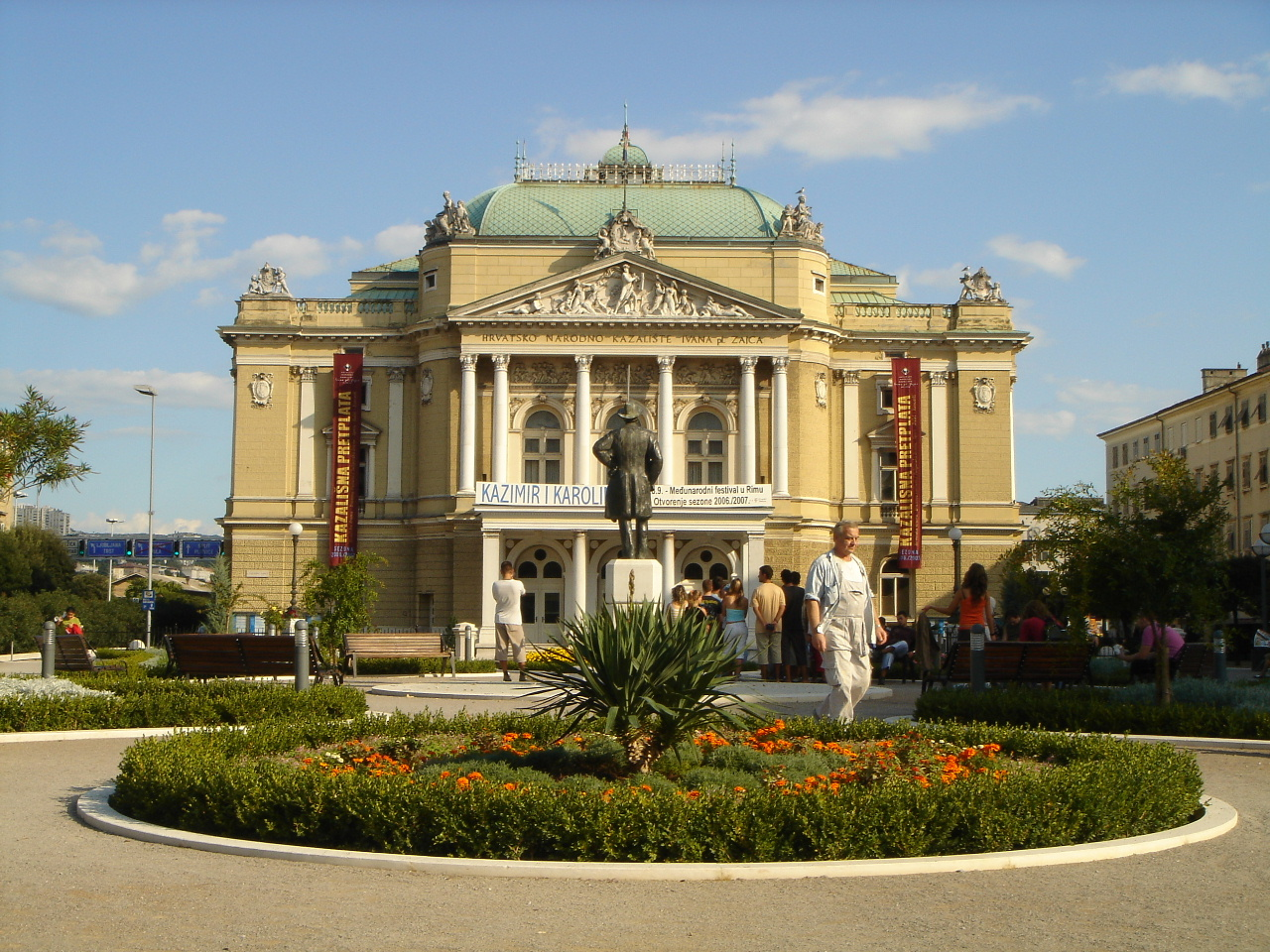
Teatro Nazionale Croato HNK Ivan pl. Zajc, sede anche del Dramma Italiano di Fiume

La ripartizione linguistica al 2001 è la seguente:
| %      | Ripartizione linguistica (gruppi principali) |
| ------ | -------------------------------------------- |
| 93,00% | madrelingua croata                           |
| 1,91%  | madrelingua italiana                         |
| 0,96%  | madrelingua slovena                          |
| 0,98%  | madrelingua albanese                         |
| 0,79%  | madrelingua serba                            |

Oltre al croato e all'italiano, che sono le lingue più diffuse, la popolazione utilizza anche il dialetto fiumano, una variante della lingua veneta affine all'istroveneto e al veneto dalmata, parlato da ca. il 2-5% della popolazione, corrispondente a circa 20 000 locutori, distribuiti tra le varie etnie di Fiume. Il dialetto fiumano, similmente agli altri dialetti veneti parlati lungo la costa adriatica, è stato storicamente usato anche come lingua franca da parte delle diversi gruppi etnici presenti a Fiume. In alcune zone dell'area urbana di Fiume è parlato anche il ciacavo, uno dei tre dialetti della lingua croata.

#### Storia

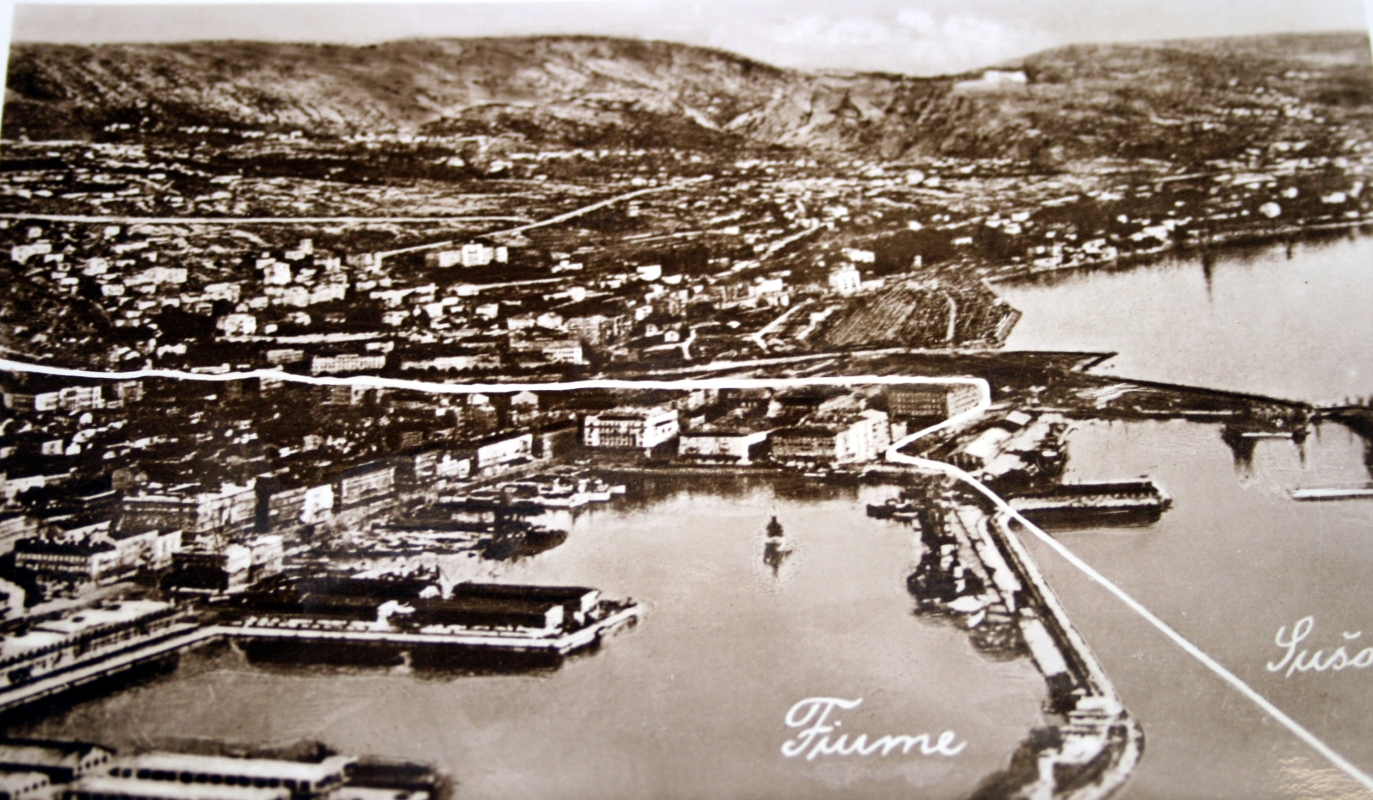
Fiume nel 1937, durante il periodo di appartenenza all'Italia

Da un punto di vista linguistico, dopo la caduta dell'Impero romano d'Occidente (476 d.C.), le popolazioni romanizzate dell'Istria, del Quarnaro e della Dalmazia rimasero in balìa di alcune tribù bellicose, principalmente Avari e Slavi. In questo periodo anche nel Carso, territorio dove è situata Fiume, erano diffuse la lingue retoromanze. Con l'insediamento degli slavi, si diffusero anche le lingue slave meridionali, in particolar modo il lingua croata. A partire dal Rinascimento, le comunità ladine iniziarono gradualmente ad essere assimilate dalle popolazioni slave, scomparendo poi completamente da queste aree geografiche.
Nel XVII secolo il commercio fiumano si estese sino in Puglia. Come conseguenza aumentò l'immigrazione marchigiana e veneta verso Fiume, e con essa si incrementò nuovamente la diffusione di lingue romanze, in particolar modo il dialetto veneto coloniale (ovvero l'idioma parlato nei domini marittimi veneziani, che erano chiamati Stato da Mar), da cui si evolse il dialetto fiumano, e la lingua italiana. La Repubblica di Venezia non ne ebbe però mai il controllo diretto su Fiume, se non per una brevissima parentesi nel 1508.
Tra le lingue parlate in città si usò, soprattutto sino alla fine della seconda guerra mondiale, e ancora oggi nell'ambito della componente autoctona italiana residente in città, il dialetto fiumano, che ha influenze di altre lingue, prevalentemente il croato e in misura minore il tedesco.

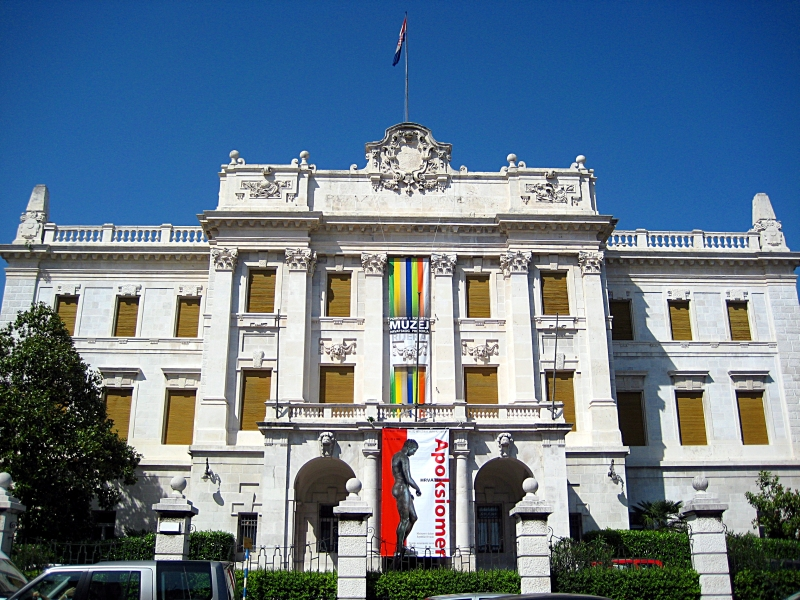
Il Palazzo del Governo, sede del museo del litorale croato

L'uso scritto della lingua, prima latina e poi italiana, è attestato da tutte le più antiche fonti: fra le carte latine del cancelliere Del Reno di Modena (1436-1461) sono conservati i primi documenti scritti in lingua volgare degli archivi fiumani, allegati a una carta notarile: si tratta di una tariffa del pesce e di un inventario dei beni della chiesa parrocchiale di Fiume, dalle quali si deduce che il popolo conoscesse la lingua italiana. A partire da questo periodo, i documenti in italiano volgare si susseguono in gran numero: particolarmente indicativo un proclama latino del 1575 che si dice esser stato spiegato in lingua italiana "per la migliore comprensione del popolo".
Nel 1599 il consiglio civico di Fiume ordinò al suo magistrato di redigere in futuro i propri atti in italiano invece che in latino, per farli comprendere a tutti. All'inizio del XIX secolo, l'uso della lingua italiana era presente non solo negli affari della pubblica amministrazione, ma anche nei contratti privati così come nei contadi slavi circostanti di Castua, Grobnico, Tersatto, Buccari e Valdivino. Anche tra le persone colte di Fiume era diffuso il dialetto fiumano.
A Fiume, in alfabeto glagolitico, ovvero del più antico alfabeto slavo conosciuto, sono rimaste due tracce, ovvero un'iscrizione del 1561 sull'architrave della porta d'una casa nella zona del duomo di San Vito e un registro di Sante Messe del 1605. D'altro canto, prove indirette dell'utilizzo pubblico della lingua slava sono rinvenibili nelle diverse richieste dei vescovi della zona.
Nel 1911 la ripartizione linguistica di Fiume era
| Abitanti totali (nel 1911) | 49 608 | %     |
| Italiani                   | 23 283 | 46,9% |
| Croati                     | 15 731 | 31,7% |
| Sloveni                    | 3 937  | 7,9%  |
| Ungheresi                  | 3 619  | 7,3%  |
| Tedeschi                   | 2 476  | 5,0%  |
| Inglesi                    | 202    | 0,4%  |
| Cechi                      | 183    | 0,3%  |
| Serbi                      | 70     | 0,14% |
| Francesi                   | 40     | 0,08% |
| Polacchi                   | 36     | 0,07% |
| Romeni                     | 29     | 0,06% |

### Tradizioni e folclore

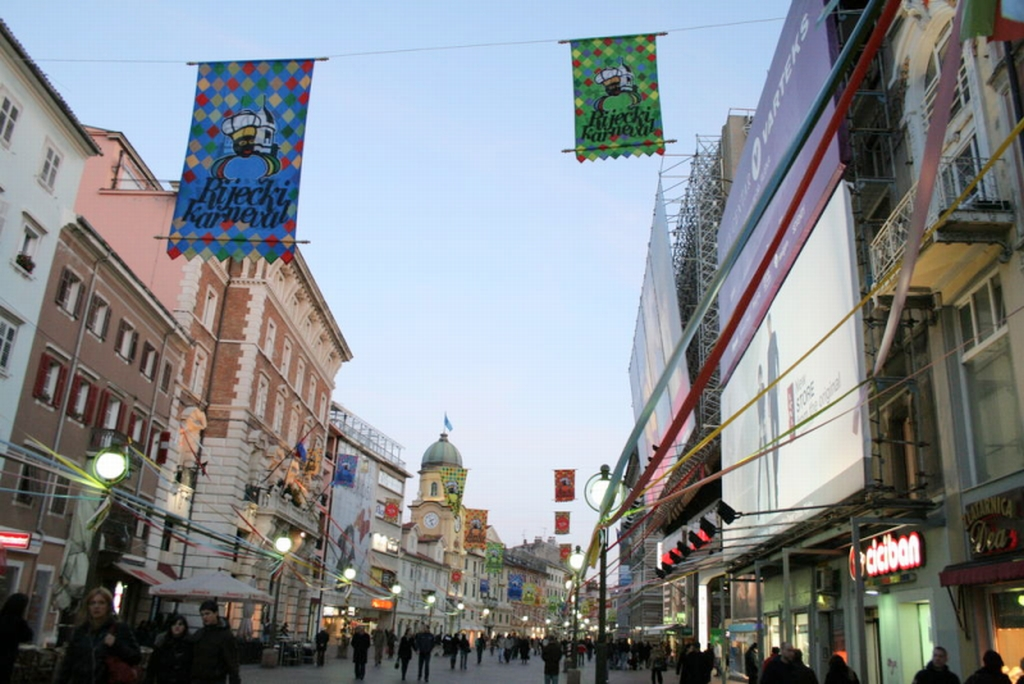
Il carnevale di Fiume del 2008

Il Moretto fiumano (Morčić) è un inusuale gioiello di derivazione veneziana tipico della città di Fiume, costituito dall'effige della testa di moro, che decora orecchini, ciondoli o spille. Il Moretto fiumano costituisce uno dei simboli più riconoscibili della città, della regione del Quarnaro e della Dalmazia. Oltre ai suoi scopi estetici, decorativi e di portafortuna, questo insolito gioiello è quindi un tipico segno di identità ed appartenenza alla città di Fiume il cui uso travalica i confini locali cittadini.

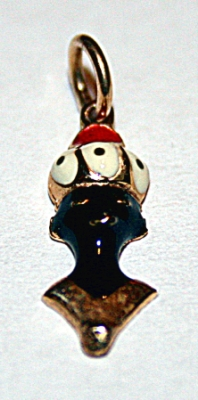
Un ciondolo con il tipico Moretto fiumano

## Cultura

### Eventi
Evento di richiamo internazionale è il carnevale di Fiume (Riječki karneval), che è stato istituito nel 1982 e che si svolge ogni anno tra la fine di gennaio e gli inizi di marzo. La sfilata, che è organizzata nell'ultima domenica prima del mercoledì delle ceneri, è uno dei carnevali più importanti della Croazia, tant'è che viene trasmesso in diretta dalle televisioni nazionali.
Durante la sfilata del carnevale di Fiume un centinaio di gruppi mascherati o folkloristici marciano lungo la città, salutati dal sindaco, dal maestro Toni (meštar Toni), ovvero il "maestro del carnevale" che diventa "sindaco" della città durante l'evento, e dalla regina del carnevale. La sfilata viene aperta verso mezzogiorno con in testa il sopraccitato Moretto fiumano, dal 1991 simbolo e maschera ufficiale della città. L'ultimo gruppo che alla sera chiude la parata sono gli scampanatori di Halubje (Halubajski zvončari). Vengono organizzati, anche nei giorni che precedono la sfilata di carnevale, numerose feste in vari luoghi e quartieri di Fiume: uno dei più conosciuti si svolge sul Corso (Korzo), la strada principale della città.
Fiume è stata eletta capitale europea della cultura 2020.

### Istruzione

#### Musei
Il Museo di arte moderna e contemporanea nasce nel 1948 come una galleria di belle arti. Nel 1962 diventa Galleria d'arte. Il museo ospita una collezione d'arte permanente la cui datazione arriva fino al XX secolo. Degno di nota, a Fiume, è anche il Museo marittimo e storico del litorale croato.

#### Università
La città è sede dell'Università di Fiume, fondata nel 1973.

### Media

#### Stampa
Il principale quotidiano della città è la Novi list, fondato nel 1900. La testata vanta il primato di essere il più antico giornale in lingua croata ancora esistente. L'organo di riferimento della comunità italiana è La Voce del Popolo, di proprietà della casa editrice EDIT.

### Teatro
Nella città è stato realizzato, dallo studio di architettura Fellner e Helmer, il Teatro Nazionale Croato HNK Ivan pl. Zajc, sede anche del Dramma Italiano di Fiume.

## Geografia antropica

### Suddivisioni amministrative
Il comune di Fiume non è diviso in insediamenti (in lingua croata chiamati naselja). La città è invece suddivisa in 34 rioni, o "comitati di quartiere" (mjesni odbori), dotati di consigli rionali e di un certo grado di autonomia amministrativa, elencati di seguito. Tra parentesi il nome autoctono in lingua italiana.
- Banderovo[56] (Montegrappa)
- Belveder (Belvedere[56][59])
- Brajda-Dolac (Braida-Dolaz o Braida-Dolac[56])
- Brašćine-Pulac[56] (Brascine-Pulaz o Malburgo)
- Bulevard[56]
- Centar-Sušak (Centro-Sušak[56] o Sussag, Sussa o anche Sansego di Fiume)
- Draga[56]
- Drenova[56]
- Gornja Vežica (Vežica Superiore[56] o Vesizza superiore)
- Gornji Zamet (Zamet Superiore[56])
- Grad Trsat (Città di Tersatto[56][60])
- Grbci[56] (Gherbizzi o Gherbzi, Gherbaz)
- Kantrida (Cantrida[56] già Borgomarina)
- Kozala (Cosala[56][60])
- Krimeja (Crimea[56])
- Luka (Porto[56]), sede civica e municipale
- Mlaka[56] (Mlaca)

- Orehovica[56] (Orecovizza)
- Pašac[56] (Passaz o Pasciaz)
- Pećine[56] (Pecine)
- Pehlin[56] (San Giovanni[61])
- Podmurvice (Gelsi[56][62])

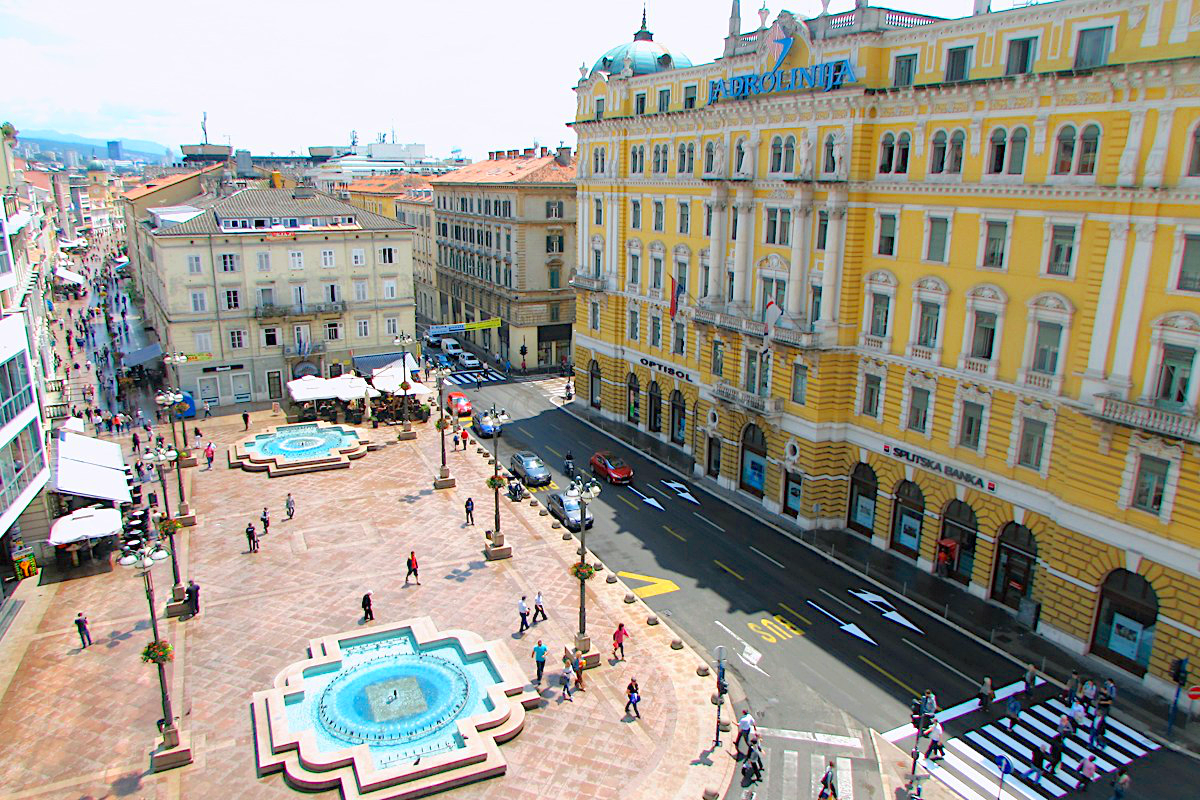
La piazza Adriatica a Fiume

- Podvežica (Vežica Inferiore[56] o Vesizza inferiore)
- Potok[56] (Fiumara)
- Srdoči[56] (Sérdoci)
- Sveti Kuzam (San Cosimo[56][60])
- Sveti Nikola (San Nicolò[56])
- Svilno (Svilno[56])
- Školjić (Scoglietto[56][59])
- Škurinje (Scurigne[56][59])
- Škurinjska Draga (Valscurigne[56][63])
- Turnić (Torretta[56][62])
- Vojak[56] (Casermetta[64])
- Zamet (Zamét[56][60])

### Precedente suddivisione

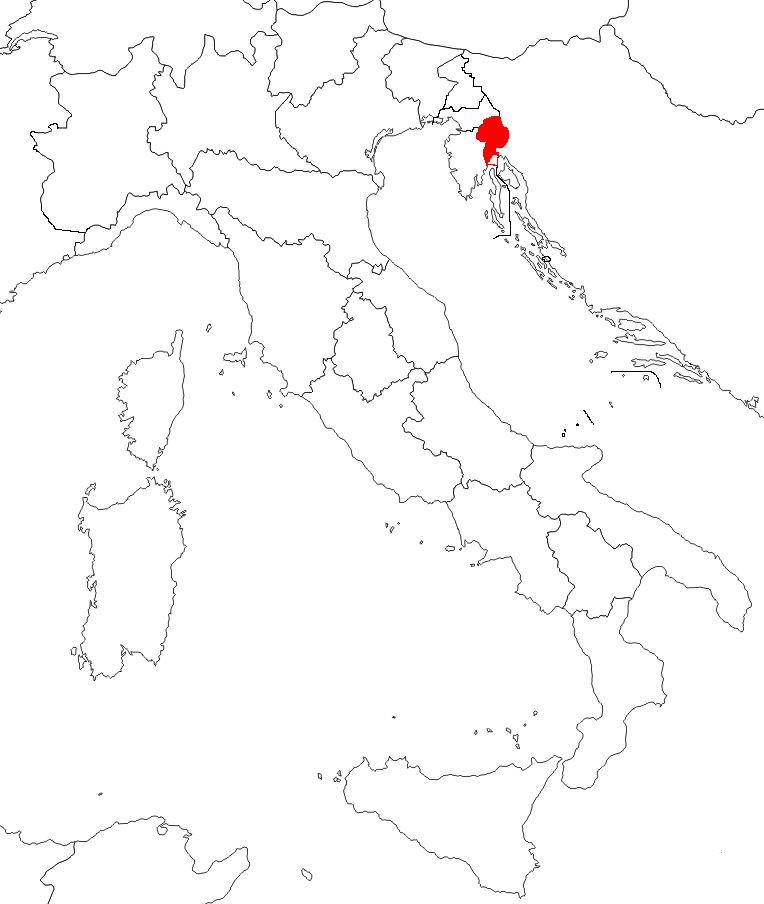
Segnata in rosso, la provincia italiana di Fiume (1924-1945) nell'ambito del Regno d'Italia

Nel 1936 il comune di Fiume, quando apparteneva all'Italia inquadrato nella provincia di Fiume, aveva una popolazione totale di 53 896 residenti, ed era suddiviso in due frazioni:
| Comuni, frazioni e abitati | Popolazione residente totale | Centri urbani | Case sparse |
| -------------------------- | ---------------------------- | ------------- | ----------- |
| Provincia                  | 53 896                       | 53 388        | 508         |
| Fiume                      | 53 401                       | 52 893        | 508         |
| Drenova                    | 495                          | 495           | 0           |

## Economia

### Cantieristica navale
Fiume possiede una storica industria cantieristica navale concentrata in due siti, il cantiere navale di Fiume e il cantiere navale Viktor Lenac nella baia di Costrena.

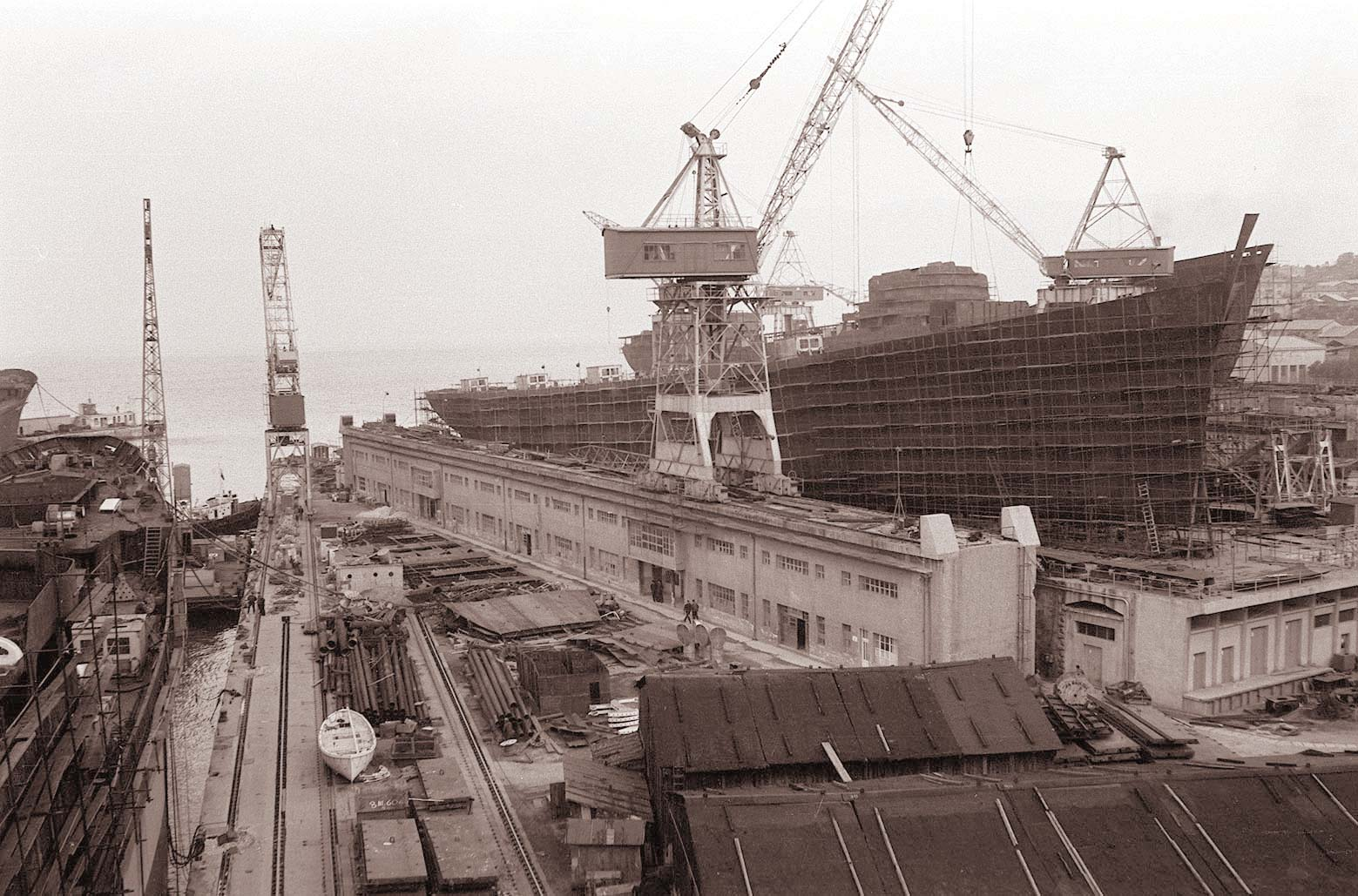
Vista del cantiere navale di Fiume nel 1960

Il cantiere navale di Fiume è un importante cantiere navale in cui vengono costruite principalmente petroliere, cargo, porta containers e talvolta anche navi passeggeri (traghetti e yacht); impiega circa 3250 addetti. La storia del cantiere e del porto è strettamente legata alle vicende storiche e politiche della città. Il bacino venne costruito presso il delta del fiume Eneo allo sbocco del Canal Morto, i cui fondali profondi circa 10 metri consentivano l'approdo di grandi navi. Il cantiere, dopo alterne fortune dovuti alle guerre e ai relativi passaggi da una nazione all'altra, ritornò ad essere pienamente operativo solo dalla seconda metà degli anni cinquanta e da allora vi sono state costruite oltre 700 navi. All'inizio degli anni sessanta i cantieri arrivarono ad impiegare 4.500 lavoratori e il porto divenne il maggiore scalo jugoslavo ed uno dei più importanti del Mediterraneo. Nel giugno 1991, in seguito alla guerra e alla disgregazione della Jugoslavia, Fiume entrò a far parte dell'indipendente Croazia, ma la città nuovamente patì le difficili condizioni conseguenti ad una guerra ed il porto ne subì i contraccolpi. Il traffico, già colpito dalla crisi economico/finanziaria dell'ultima Jugoslavia, subì un ulteriore calo, ma quando, le condizioni politiche interne ed internazionali hanno reso la situazione più tranquilla, Fiume ha finito per assumere in pochi anni il ruolo di principale porto croato e la cantieristica navale un ruolo importante nell'economia della Croazia.

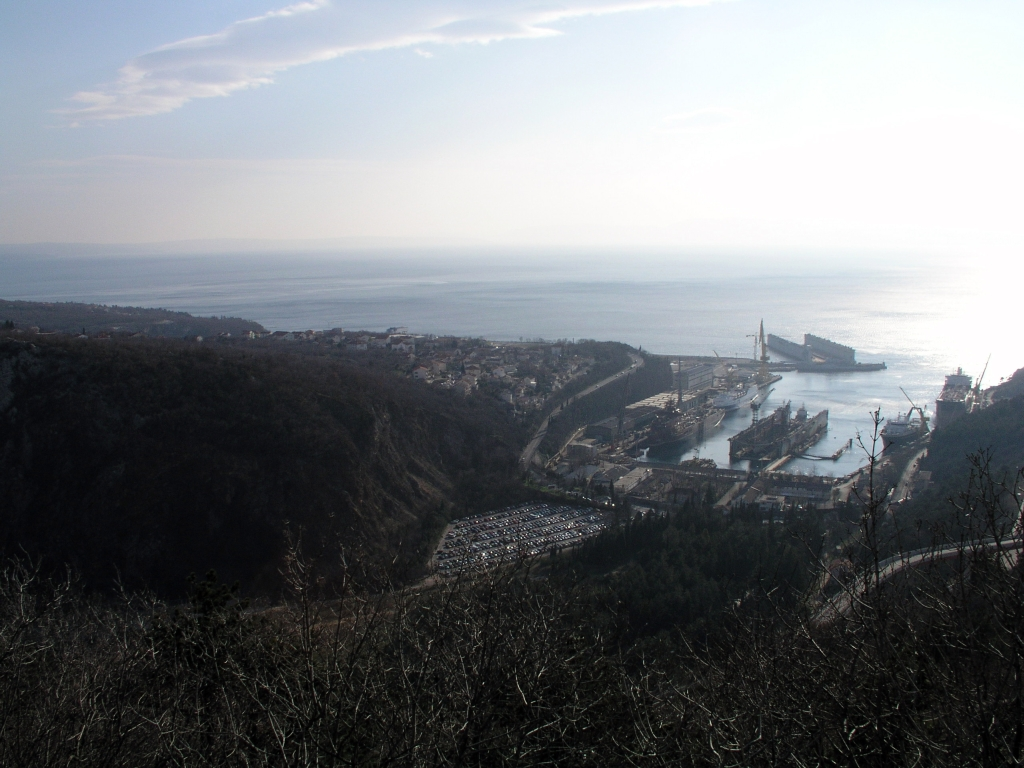
Il cantiere navale Viktor Lenac

Il cantiere navale Viktor Lenac era stato fondato nel 1896 con il nome "Lazarus" nel porto di Fiume. All'epoca veniva utilizzato per la costruzione e la riparazione di mercantili e pescherecci italiani ed austro-ungarici. Il "Cantiere Lazarus" si trovava all'interno del Porto Baross, che il trattato di Roma assegnava alla Regno di Jugoslavia con la località di Sussak, mentre Fiume all'Italia. Nel 1939 Sussak costituiva il maggior porto marittimo della Jugoslavia, sede e base della società Jugolijnea, la compagnia marittima di bandiera e di altre società minori. Al termine della seconda guerra mondiale il cantiere, nel 1948, è stato ribattezzato con l'attuale nome Viktor Lenac. In seguito all'accrescimento delle commesse negli anni settanta il cantiere venne spostato da Fiume alla baia di Martinšćica che è abbastanza profonda e protetta sufficientemente dai venti e dalle onde. La baia si trova a circa 2 miglia sul lato orientale della città di Fiume. Dopo lo spostamento a Martinšćica il cantiere incrementò le sue capacità produttive con un aumento delle commesse di lavoro. Dopo l'indipendenza croata il cantiere dal 1993 è stato totalmente privatizzato.

### L'invenzione del siluro

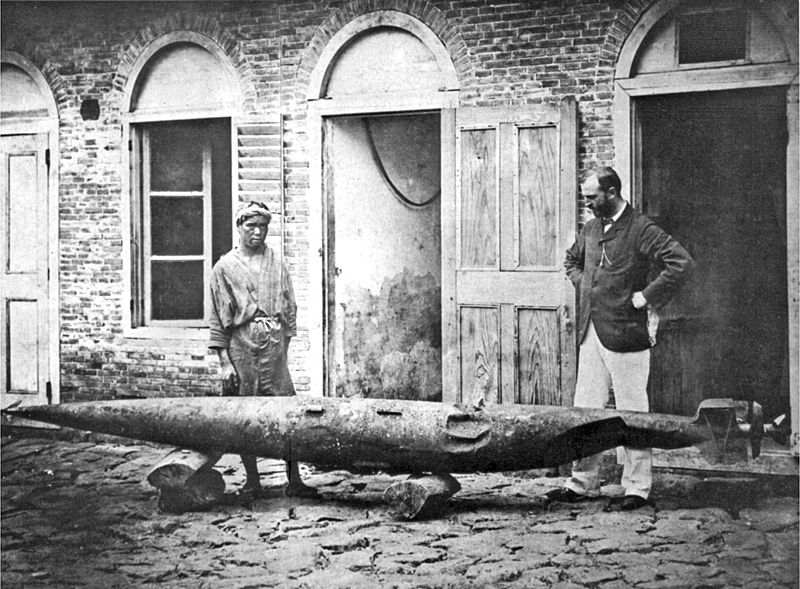
Robert Whitehead nel 1875 con un siluro di prova

Il primo primitivo siluro al mondo fu inventato dal fiumano Giovanni Luppis attorno al 1860. Fu poi perfezionato, sempre a Fiume, dal britannico Robert Whitehead, che subentrò a Luppis nello sviluppo dell'arma. Fu sempre a Fiume che Whitehead aprì la Silurificio Whitehead di Fiume, che produsse ed esportò la nuova rivoluzionaria arma presso le marine militari di tutto il mondo.

### Storia del gas a Fiume
Il 1º agosto 1852 a Fiume vennero accesi 226 lampioni alimentati a gas. Nello stesso anno nel rione di Scoglietto (oggi chiamata Skoljić) fu realizzata la prima officina del gas di Fiume. L'impianto venne trasferito nel 1874 nel rione di Mlaka (considerato all'epoca molto distante dal centro abitato), dove è rimasto fino alla fine del 2006.
Nel 1923 il sistema della produzione del gas e della sua distribuzione si sviluppò assumendo la forma che quasi invariata si è mantenuta fino a oggi. In quel periodo il gas cominciò a essere utilizzato prevalentemente per la preparazione dei cibi e in misura sempre più ridotta per l'illuminazione. L'ultimo lampione a gas della città fu spento nel 1939. Nel 1995 il cosiddetto gas cittadino, o gas città, cominciò a essere rimpiazzato dal gas misto, una fase intermedia necessaria all'introduzione del metano. Il 27 novembre del 2006 l'officina del gas per la produzione di gas città è stata disattivata.
Un importante impulso alla metanizzazione di Fiume si verificò nel 2003 quando la città diede il proprio assenso all'aumento di capitale della società municipalizzata Energo S.r.l., un'operazione da 12 milioni di euro, alla quale aderirono anche investitori italiani. Dal 2003 al 2006 sono stati realizzati 136 chilometri di gasdotti urbani (il costo dei lavori è stato di circa 101 milioni di kune, circa 13,8 milioni di euro). Alla fine del 2006 i consumatori di gas erano 16 500.

## Infrastrutture e trasporti

### Strade

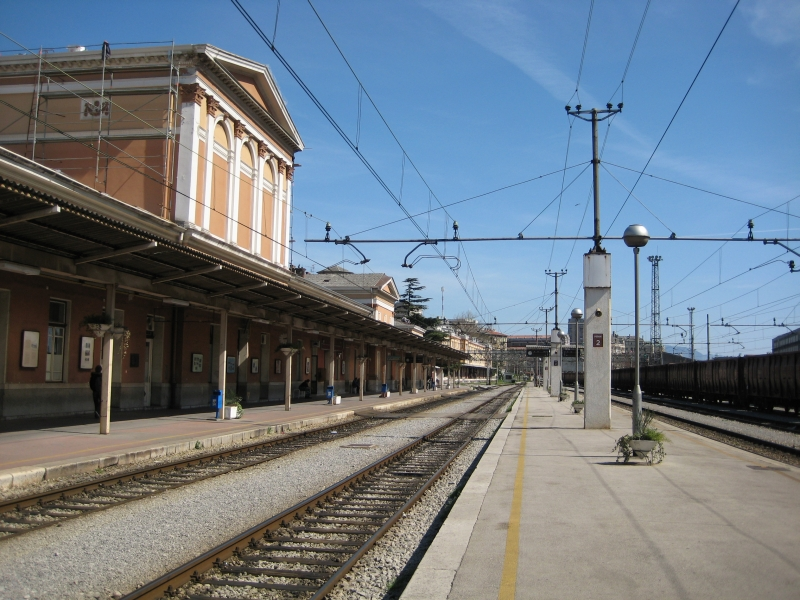
La stazione ferroviaria di Fiume

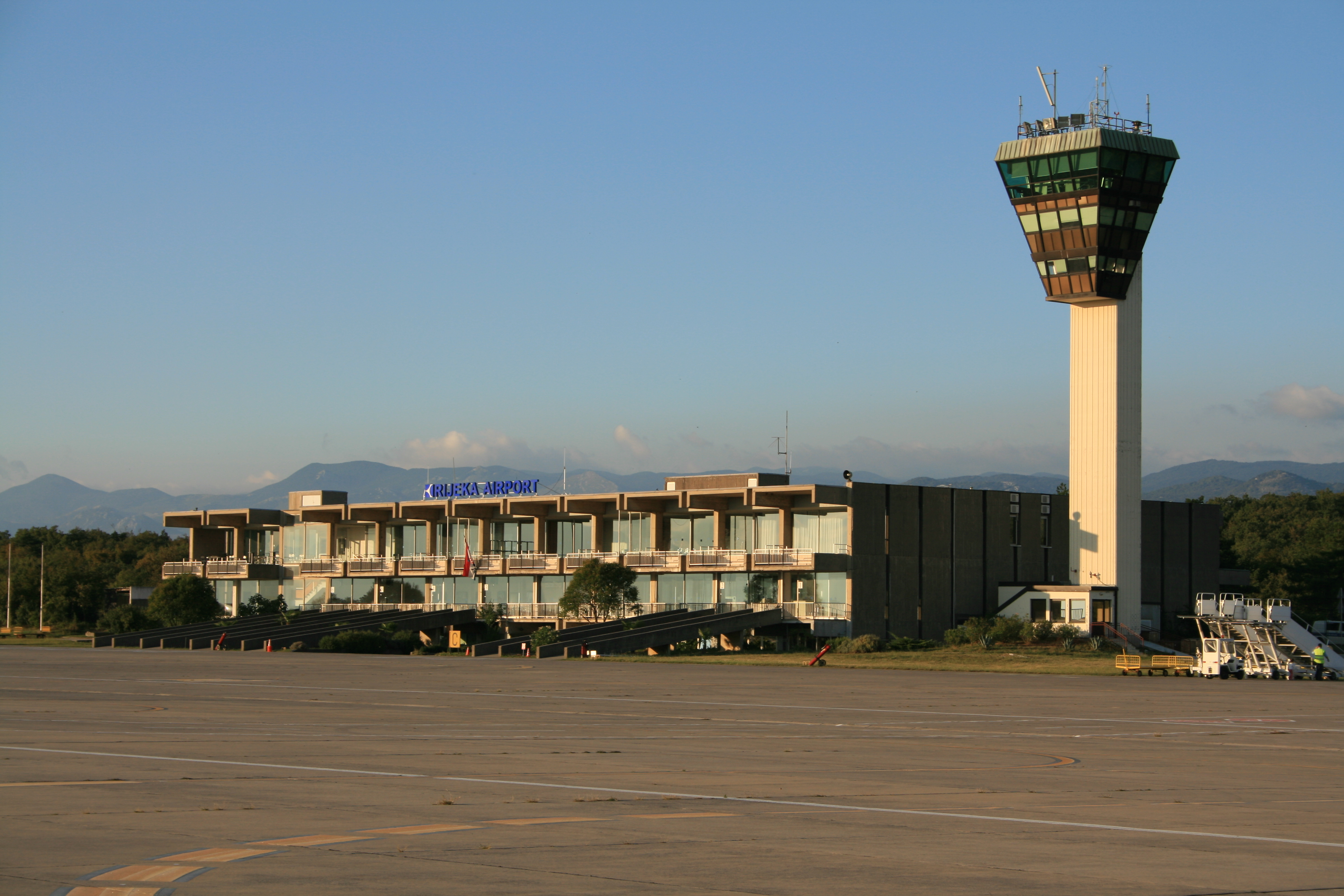
L'aeroporto internazionale di Fiume

Fiume è ben collegata con altre città della Croazia e con altre nazioni vicine. L'autostrada A6 la collega alla capitale Zagabria attraverso la A1, mentre l'autostrada A7, completata nel 2004, la collega con la capitale slovena Lubiana e con Trieste. La A7 funge anche da tangenziale e facilita l'accesso all'autostrada A8 che porta in Istria e che inizia dopo la galleria del Monte Maggiore collegando Fiume con l'Istria.

### Ferrovie
La stazione ferroviaria di Fiume è collegata via strada ferrata elettrificata con Zagabria e, attraverso Koprivnica, con il corridoio paneuropeo Vb verso Budapest. Esistono linee ferroviarie elettrificate verso nord che portano a Trieste e Lubiana, aperte al solo traffico merci. Treni giornalieri partono per Vienna, Monaco di Baviera e Salisburgo. Sono in progetto la linea ad alta velocità per Zagabria e il collegamento ferroviario con l'isola di Veglia e con Pola.

### Porti
Il porto di Fiume (luka Rijeka), con un passaggio di merci pari a (dato 2017) 12.6 milioni di tonnellate, principalmente costituite da prodotti petroliferi, pari a 260 337 unità equivalente a venti piedi, è il principale porto della Croazia. Citato già in documenti risalenti al 1281 e 1719, il porto di Fiume era una zona franca. Da Fiume esistono collegamenti marittimi con le isole quarnerine e altre città vicine, oltre che linee costiere nazionali con Spalato e Ragusa, ma non collegamenti internazionali per passeggeri.

### Aeroporti
L'aeroporto internazionale di Fiume è situato a 17 km dalla città, nelle vicinanze di Castelmuschio, sull'isola di Veglia, raggiungibile tramite un ponte e grazie a linee di autobus che lo collegano ad Abbazia. Inaugurato nel 1970, l'aeroporto di Fiume ha una pista da 2500 m. Nel 2018 ha visto transitare 183 606 passeggeri. Situato a 17 km dalla stazione ferroviaria di Fiume, è interessato da un traffico di voli di compagnie low cost europee, in particolare durante la stagione estiva.

### Trasporto pubblico
Il trasporto pubblico nella città di Fiume è gestito da Autotrolej.

### I governanti e sindaci di Fiume

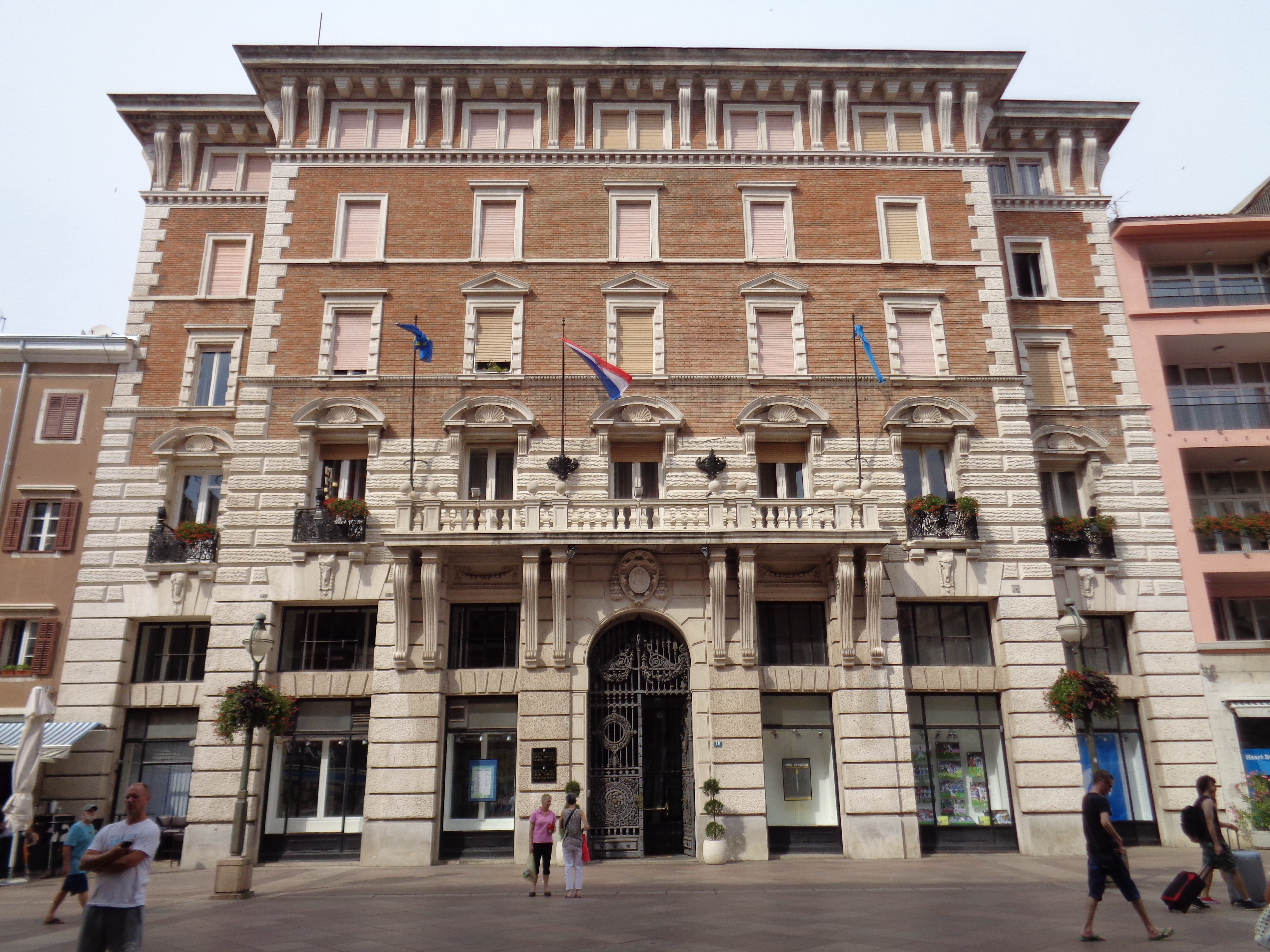
Il municipio di Fiume

## Amministrazione

### Gemellaggi
Fiume è gemellata con:
- Kawasaki, dal 1977
- Faenza, dal 1983
- Neuss, dal 1991
- Ferrara, dal 1998
- Qingdao, dal 1999
- Lubiana, dal 2000
- Rostock, dal 2002
- Csepel, dal 2002
- Este, dal 2004
- Genova, dal 2004
- Dalian, dal 2006

## Sport

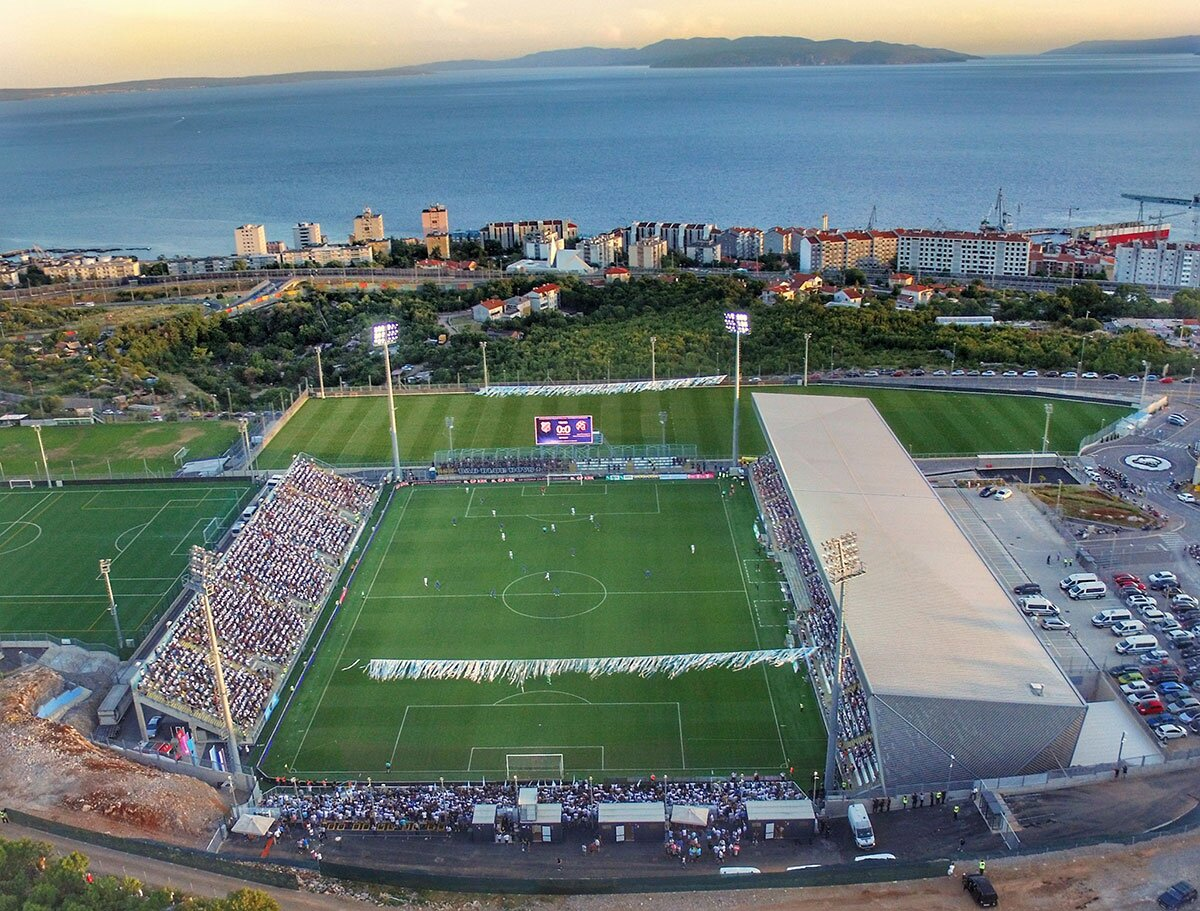
Lo stadio Rujevica

La storia dello sport a Fiume inizia tra il 1885 e il 1888 con la fondazione del Club Alpino Fiumano nel 1885, dello Young American Cycle Club nel 1887 e del Nautico Sport Club Quarnero nel 1888, quest'ultimo dalla minoranza ungherese della città.
Precedentemente, nel 1873, su iniziativa di Robert Whitehead, fu organizzato a Fiume il primo incontro calcistico disputato sul territorio della moderna Repubblica di Croazia, con la squadra rappresentativa delle ferrovie ungheresi, che sfidò quella degli ingegneri inglesi dello Stabilimento Tecnico di Fiume, che in seguito diventò Torpedo Fabrik von Robert Whitehead passando alla storia per la fabbricazione di siluri.
Il primo club calcistico fondato a Fiume fu invece il Club atletico fiumano. Tra il 1926 e il 1945 fu attiva la Unione Sportiva Fiumana, una società polisportiva nata dall'unione del Club Sportivo Gloria (già Doria) e del Club Sportivo Olympia. Partecipò a 17 stagioni sportive, compresi un campionato di Divisione Nazionale (all'epoca nome della massima serie del campionato italiano di calcio) e a due campionati di Prima Divisione Nord (secondo livello del campionato italiano di calcio). Dopo la fine della seconda guerra mondiale la Fiumana fu sciolta e al suo posto fu costituito il Quarnero/Kvarner che, con la fine violenta del bilinguismo in città a seguito della Questione triestina, la società adottò il nome di HNK Rijeka.
Il Rijeka è ad oggi il principale club calcistico cittadino, e milita nella PRVA NHL, il massimo campionato croato. In attesa della ricostruzione dello stadio Cantrida, gli incontri sono ospitati nel nuovo Stadio Rujevica.
La squadra di pallacanestro è il Kvarner 2010, mentre fino al 2009 la principale squadra era KK Rijeka, fallito per ragioni finanziarie. Altre squadre sportive fiumane sono RK Zamet e ŽRK Zamet (pallamano), VK Primorje EB (pallanuoto) e HAOK Rijeka (pallavolo femminile). Fiume ha ospitato i Campionati europei di nuoto in vasca corta 2008, dove furono realizzati 14 primati europei, di cui 10 anche primati mondiali, oltre a 7 migliori tempi stagionali mondiali.
Nelle vicinanze di Fiume è sito un circuito motoristico, l'Automotodrom Grobnik, noto per aver ospitato diverse edizioni del Gran Premio motociclistico di Jugoslavia e tuttora utilizzato per prove libere auto e moto.